# Stargate – Kommando SG-1/Episodenliste

Logo der Serie

Diese Episodenliste enthält alle 214 Episoden der Science-Fiction-Serie Stargate – Kommando SG-1.

## Staffel 1 – Die Reise geht weiter (1997–1998, #1–22)
In der ersten Staffel werden die Grundlagen der Serie gelegt.
Das SG-1-Team findet sich zusammen und man erhält einen ersten Einblick in die Welt der Goa’uld, einer feindlichen Spezies. Die meisten Folgen sind in sich abgeschlossene Abenteuer auf fremden Planeten. Außerdem gibt es das erste Treffen mit den Nox. Einige der Planeten und Personen werden in späteren Staffeln wieder auftauchen. Die letzten drei Folgen der Staffel bilden das große Finale – der Goa’uld Apophis startet den ersten direkten Angriff auf die Erde.
| Nr. (ges.) | Nr. (St.) | Deutscher Titel                                                                                   | Originaltitel                  | Erstausstrahlung USA | Deutschsprachige Erstausstrahlung (D) | Regie              | Drehbuch                                                                       |
| --- | --------- | ------------------------------------------------------------------------------------------------- | ------------------------------ | -------------------- | ------------------------------------- | ------------------ | ------------------------------------------------------------------------------ |
| 1, 2 | 1, 2      | Das Tor zum Universum / The New Mission (Im deutschen DVD-Menü) / Kinder der Götter (DVD-Episode) | Children of the Gods           | 27. Juli 1997        | 6. Jan. 1999                          | Mario Azzopardi    | Jonathan Glassner, Brad Wright                                                 |
| Apophis erscheint erstmals, Sha’re und Ska’ara werden zu Goa’uld-Wirten. Teal’c schließt sich SG-1 an. |           |                                                                                                   |                                |                      |                                       |                    |                                                                                |
| 3 | 3         | Der Feind in seinem Körper                                                                        | The Enemy Within               | 1. Aug. 1997         | 13. Jan. 1999                         | Dennis Berry       | Brad Wright                                                                    |
| Der schon aus dem Kinofilm bekannte Kawalsky wird von einem Goa’uld kontrolliert und stirbt. |           |                                                                                                   |                                |                      |                                       |                    |                                                                                |
| 4 | 4         | Verraten und verkauft                                                                             | Emancipation                   | 8. Aug. 1997         | 20. Jan. 1999                         | Jeff Woolnough     | Katharyn Michaelian Powers                                                     |
| Carter wird von Nachfahren der Mongolen auf einem Planeten entführt. |           |                                                                                                   |                                |                      |                                       |                    |                                                                                |
| 5 | 5         | Die Seuche                                                                                        | The Broca Divide               | 15. Aug. 1997        | 27. Jan. 1999                         | William Gereghty   | Jonathan Glassner                                                              |
| Eine Seuche verwandelt Menschen in „Urzeitmenschen“. Dank einem Einsatz von Teal'c kann Dr. Fraiser einen Impfstoff herstellen und die Seuche ausrotten. |           |                                                                                                   |                                |                      |                                       |                    |                                                                                |
| 6 | 6         | Das Erste Gebot                                                                                   | The First Commandment          | 22. Aug. 1997        | 3. Feb. 1999                          | Dennis Berry       | Robert C. Cooper                                                               |
| Ein SG-9-Mitglied lässt sich auf einem Planeten als Gott verehren. Durch ein Intervenieren von Daniel kann das Mitglied entmachtet werden und kommt dabei ums Leben. |           |                                                                                                   |                                |                      |                                       |                    |                                                                                |
| 7 | 7         | Die Auferstehung                                                                                  | Cold Lazarus                   | 29. Aug. 1997        | 10. Feb. 1999                         | Charles Correll    | Jeff F. King                                                                   |
| Ein kristalliner Außerirdischer nimmt O’Neills Gestalt an. |           |                                                                                                   |                                |                      |                                       |                    |                                                                                |
| 8 | 8         | Die Macht Der Weisen                                                                              | The Nox                        | 12. Sep. 1997        | 17. Feb. 1999                         | Brad Turner        | Hart Hanson                                                                    |
| Erste Begegnung mit den Nox, die ihre hohe Entwicklung zunächst verbergen. |           |                                                                                                   |                                |                      |                                       |                    |                                                                                |
| 9 | 9         | Die Auserwählten                                                                                  | Brief Candle                   | 19. Sep. 1997        | 24. Feb. 1999                         | Kenneth J. Girotti | Jeff F. King                                                                   |
| SG-1 entdeckt einen Planeten, auf dem ein kleines Volk auf dem Entwicklungsstand der Antike in scheinbar paradiesischen Verhältnissen lebt. Dann stellt sich aber heraus, dass die Menschen dort viel schneller altern und ein Leben nur einhundert Tage dauert. Auch O’Neill altert zu einem Greis. Schließlich gelingt es, die dafür verantwortlichen Nanozyten zu deaktivieren. |           |                                                                                                   |                                |                      |                                       |                    |                                                                                |
| 10 | 10        | Im Reich des Donnergottes                                                                         | Thor’s Hammer                  | 26. Sep. 1997        | 3. März 1999                          | Mario Azzopardi    | Katharyn Michaelian Powers                                                     |
| O’Neill und Teal’c werden in einem Labyrinth gefangen, erste Begegnung mit Asgard-Technologie. Der Hammer wird zerstört, Teal’c und O’Neill überleben. |           |                                                                                                   |                                |                      |                                       |                    |                                                                                |
| 11 | 11        | Die Qualen des Tantalus                                                                           | The Torment of Tantalus        | 3. Okt. 1997         | 10. März 1999                         | Jonathan Glassner  | Robert C. Cooper                                                               |
| SG-1 findet einen Menschen, der schon 1945 das Tor passierte, erster Hinweis auf die „Allianz der vier größten Rassen“. |           |                                                                                                   |                                |                      |                                       |                    |                                                                                |
| 12 | 12        | Blutsbande                                                                                        | Bloodlines                     | 10. Okt. 1997        | 17. März 1999                         | Mario Azzopardi    | Jeff F. King                                                                   |
| Teal’c will verhindern, dass sein Sohn Rya’c eine Goa’uld-Larve implantiert bekommt. |           |                                                                                                   |                                |                      |                                       |                    |                                                                                |
| 13 | 13        | Feuer und Wasser                                                                                  | Fire and Water                 | 17. Okt. 1997        | 24. März 1999                         | Allan Eastman      | Katharyn Michaelian Powers                                                     |
| Daniel Jackson wird von einem Außerirdischen entführt, der sich von ihm Informationen über das Schicksal seiner Gefährtin erhofft. |           |                                                                                                   |                                |                      |                                       |                    |                                                                                |
| 14 | 14        | Der Kuss der Göttin                                                                               | Hathor                         | 24. Okt. 1997        | 31. März 1999                         | Brad Turner        | Handlung: David Bennett Carren, J. Larry Carroll Schauspiel: Jonathan Glassner |
| Archäologen finden in einem Tempel der Maya einen ägyptischen Sarkophag. Als sie ihn öffnen, entkommt die Goa'uld-Königin Hathor daraus und tötet sie. Der Sarkophag wird ins Stargate-Center gebracht. Hathor begibt sich ebenfalls zum SGC, wo sie bereits an der Pforte abgefangen wird. In der Isolationszelle gelingt es ihr jedoch, Daniel Jackson mit ihren speziellen Fähigkeiten gefügig zu machen. Er versucht daraufhin, dem General und dem Rest von SG-1 verständlich zu machen, dass Hathor ein freundlicher Goa'uld sei. Schließlich zieht sie auch den General und alle anderen Männer in ihren Bann. Samantha Carter hingegen zeigt große Zweifel an der Glaubwürdigkeit von Hathor. Als Frau kann sie nicht von Hathors Kräften beeinflusst werden. Es stellt sich heraus, dass Hathor wie eine „Bienenkönigin“ für die Goa'uld wirkt. Sie kann Goa'uld-Larven mittels des DNS-Codes eines neuen Wirtes erschaffen. Daniel wird von Hathor als Geliebter (d. h. DNS-Quelle) auserwählt. Hathor übernimmt die Kontrolle über das Stargate-Center und will dieses als Goa'uld-Nest benutzen. Sie züchtet Goa'uld-Larven für alle Männer im SGC und plant, Colonel O’Neill zu ihrem ersten menschlichen Brutkasten zu machen. Dafür schneidet sie ihm eine Öffnung in den Bauch und legt ihn in das Larvenbad. Carter und Teal'c können ihn befreien, bevor eine Larve in ihn eingedrungen ist, doch ohne Symbiont wird er bald sterben. Teal'c kommt auf die Idee, den Colonel in den Sarkophag zu legen, wo er sich schnell von seinem Schaden erholt. Hathor beschießt mit ihrer Goa'uld-Technik den Sarkophag, welcher dadurch explodiert. O’Neill und Carter starten einen Angriff mit Betäubungswaffen. Als Hathor dies bemerkt, zückt Carter ihre Pistole und erschießt Hathor. Hathor kann aber dennoch irgendwie durch das Stargate entkommen. Für ihre Rolle in der Rettung des SGC werden Captain Carter und Dr. Fraiser von General Hammond für einen Verdienstorden vorgeschlagen. |           |                                                                                                   |                                |                      |                                       |                    |                                                                                |
| 15 | 15        | Cassandra                                                                                         | Singularity                    | 31. Okt. 1997        | 7. Apr. 1999                          | Mario Azzopardi    | Robert C. Cooper                                                               |
| Nirrti will das Erdstargate mit Hilfe einer menschlichen Bombe zerstören. Erstes Auftreten von Cassandra. |           |                                                                                                   |                                |                      |                                       |                    |                                                                                |
| 16 | 16        | Vergeltung                                                                                        | Cor-Ai                         | 23. Jan. 1998        | 14. Apr. 1999                         | Mario Azzopardi    | Tom J. Astle                                                                   |
| Teal’c wird auf einem Planeten für ein Verbrechen angeklagt, das er als Apophis’ Primus begangen hat. |           |                                                                                                   |                                |                      |                                       |                    |                                                                                |
| 17 | 17        | Enigma                                                                                            | Enigma                         | 30. Jan. 1998        | 21. Apr. 1999                         | William Gereghty   | Katharyn Michaelian Powers                                                     |
| Erstes Auftreten der Tollaner. |           |                                                                                                   |                                |                      |                                       |                    |                                                                                |
| 18 | 18        | Im Ewigen Eis                                                                                     | Solitudes                      | 6. Feb. 1998         | 28. Apr. 1999                         | Martin Wood        | Brad Wright                                                                    |
| Carter und O’Neill stranden in der Antarktis, das zweite Erdtor wird entdeckt. |           |                                                                                                   |                                |                      |                                       |                    |                                                                                |
| 19 | 19        | Übermenschen                                                                                      | Tin Man                        | 13. Feb. 1998        | 5. Mai 1999                           | Jimmy Kaufman      | Jeff F. King                                                                   |
| Ein Außerirdischer baut Roboter mit Persönlichkeit und Aussehen von SG-1. |           |                                                                                                   |                                |                      |                                       |                    |                                                                                |
| 20 | 20        | Die Invasion, Teil 1                                                                              | There But for the Grace of God | 20. Feb. 1998        | 12. Mai 1999                          | David Warry-Smith  | Robert C. Cooper                                                               |
| Jackson kommt in eine Parallelwelt, in der die Erde von Goa’uld angegriffen wird. |           |                                                                                                   |                                |                      |                                       |                    |                                                                                |
| 21 | 21        | Die Invasion, Teil 2                                                                              | Politics                       | 27. Feb. 1998        | 12. Mai 1999                          | Martin Wood        | Brad Wright                                                                    |
| Während ein Rat über die Zukunft des Stargate-Programms berät, werden Rückblicke gezeigt. |           |                                                                                                   |                                |                      |                                       |                    |                                                                                |
| 22 | 22        | Die Invasion, Teil 3                                                                              | Within the Serpent’s Grasp     | 6. März 1998         | 13. Mai 1999                          | David Warry-Smith  | Handlung: James Crocker Schauspiel: Jonathan Glassner                          |
| SG-1 wählt eine Adresse aus der Parallelwelt an und kommt auf ein Raumschiff des Goa’ulds Apophis, das die Erde angreifen will. |           |                                                                                                   |                                |                      |                                       |                    |                                                                                |

## Staffel 2 – Entdecke neue Welten (1998–1999, #23–44)
Im zweiten Jahr kann SG-1 einige wichtige Verbündete im Kampf gegen die Goa’uld gewinnen. Die Bekanntschaft mit den Tok’ra bringt den Menschen einen tieferen Einblick in die Gesellschaft der Goa’uld. Zusätzlich gibt es erste Hinweise auf die Antiker. Jack O’Neill bekommt die Gelegenheit zum Besuch auf einem Asgard-Planeten.
Insgesamt zeigt die Serie langsam mehr Tiefgang und die Episoden verlaufen nicht mehr alle nach dem gleichen Muster: Mit neuen Verbündeten wird ein engeres Netz gesponnen und es laufen mehrere Handlungsfäden nebeneinander.
| Nr. (ges.) | Nr. (St.) | Deutscher Titel             | Originaltitel       | Erstausstrahlung USA | Deutschsprachige Erstausstrahlung (D) | Regie             | Drehbuch                                                                |
| --- | --------- | --------------------------- | ------------------- | -------------------- | ------------------------------------- | ----------------- | ----------------------------------------------------------------------- |
| 23 | 1         | Die Invasion, Teil 4        | The Serpent’s Lair  | 26. Juni 1998        | 13. Mai 1999                          | Jonathan Glassner | Brad Wright                                                             |
| SG-1 verhindert die Eroberung der Erde durch Apophis. |           |                             |                     |                      |                                       |                   |                                                                         |
| 24 | 2         | Freund oder Feind?          | In the Line of Duty | 3. Juli 1998         | 18. Aug. 1999                         | Martin Wood       | Robert C. Cooper                                                        |
| Carter wird von dem Goa’uld Jolinar befallen, der sich als Tok’ra zu erkennen gibt und sich schließlich für Carter opfert. |           |                             |                     |                      |                                       |                   |                                                                         |
| 25 | 3         | Zerstörerin der Welten      | Prisoners           | 10. Juli 1998        | 25. Aug. 1999                         | David Warry-Smith | Terry Curtis Fox                                                        |
| SG-1 wird gefangen genommen. Bei der Flucht befreien sie eine vermeintlich unschuldige Frau, die sich danach aber als Zerstörerin der Welten zu erkennen gibt. |           |                             |                     |                      |                                       |                   |                                                                         |
| 26 | 4         | Virtueller Alptraum         | The Gamekeeper      | 17. Juli 1998        | 1. Sep. 1999                          | Martin Wood       | Handlung: Jonathan Glassner, Brad Wright Schauspiel: Jonathan Glassner  |
| Ein Mann auf einem fremden Planeten zapft die Gehirne anderer Menschen an und benutzt sie als „Computerspiele“. |           |                             |                     |                      |                                       |                   |                                                                         |
| 27 | 5         | Der Sarkophag               | Need                | 24. Juli 1998        | 8. Sep. 1999                          | David Warry-Smith | Handlung: Robert C. Cooper, Damian Kindler Schauspiel: Robert C. Cooper |
| SG-1 kommt auf einen Planeten, dessen Herrscher einen Sarkophag (ein Heilungsgerät der Goa’uld) benutzt, der bei häufigem Nutzen abhängig macht. Auch Jackson wird abhängig. |           |                             |                     |                      |                                       |                   |                                                                         |
| 28 | 6         | Rückkehr des Thor           | Thor’s Chariot      | 31. Juli 1998        | 15. Sep. 1999                         | William Gereghty  | Katharyn Powers                                                         |
| Der Planet Cimmeria (aus Folge 1x10) wird von Goa’uld angegriffen. SG-1 sehen Thor erstmals in seiner natürlichen Gestalt. Erstes Auftreten des Systemlords Heru’ur. |           |                             |                     |                      |                                       |                   |                                                                         |
| 29 | 7         | Trojanische Kugel           | Message in a Bottle | 7. Aug. 1998         | 22. Sep. 1999                         | David Warry-Smith | Handlung: Michael Greenburg, Jarrad Paul Schauspiel: Brad Wright        |
| SG-1 findet eine Kugel mit intelligenten Mikroorganismen, die in der Lage sind, Menschen und Computer zu kontrollieren. |           |                             |                     |                      |                                       |                   |                                                                         |
| 30 | 8         | Der verlorene Sohn          | Family              | 14. Aug. 1998        | 29. Sep. 1999                         | William Gereghty  | Katharyn Powers                                                         |
| Teal’cs Sohn Rya’c wurde von Apophis durch eine Gehirnwäsche auf seine Seite gezogen. Er soll auf der Erde eine biologische Waffe einsetzen. |           |                             |                     |                      |                                       |                   |                                                                         |
| 31 | 9         | Sha’res Rückkehr            | Secrets             | 21. Aug. 1998        | 6. Okt. 1999                          | Duane Clark       | Terry Curtis Fox                                                        |
| Jackson findet auf Abydos seine Frau Sha’re wieder, die von Apophis ein Kind bekommt. Heru’ur will das Kind entführen und SG-1 lässt Apophis glauben, dies sei gelungen. Tatsächlich bleibt es aber auf Abydos. Carter trifft ihren Vater wieder und erfährt, dass er an Krebs erkrankt ist. |           |                             |                     |                      |                                       |                   |                                                                         |
| 32 | 10        | Insekten des Todes          | Bane                | 25. Sep. 1998        | 13. Okt. 1999                         | David Warry-Smith | Robert C. Cooper                                                        |
| Teal’c wird von einem außerirdischen Insekt gestochen und beginnt, sich in derartige Insekten zu verwandeln. |           |                             |                     |                      |                                       |                   |                                                                         |
| 33 | 11        | Die Tok’ra, Teil 1          | The Tok’ra, Part 1  | 2. Okt. 1998         | 20. Okt. 1999                         | Brad Turner       | Jonathan Glassner                                                       |
| SG-1 nimmt erstmals Kontakt zu den Tok’ra auf. |           |                             |                     |                      |                                       |                   |                                                                         |
| 34 | 12        | Die Tok’ra, Teil 2          | The Tok’ra, Part 2  | 9. Okt. 1998         | 20. Okt. 1999                         | Brad Turner       | Jonathan Glassner                                                       |
| Die Tok’ra müssen ihren Planeten verlassen, da er von den Goa’uld angegriffen wird. Samantahs Vater Jacob Carter wird Wirt für den Tok’ra Selmak, um nicht an Krebs zu sterben. |           |                             |                     |                      |                                       |                   |                                                                         |
| 35 | 13        | Geister                     | Spirits             | 23. Okt. 1998        | 27. Okt. 1999                         | Martin Wood       | Tor Alexander Valenza                                                   |
| Die Menschen wollen das Metall Trinium auf einem fremden Planeten abbauen, gegen den Willen der einheimischen Salish, die ähnlich wie Indianer leben und von mächtigen Außerirdischen in Tiergestalt beschützt werden.                                                                       |           |                             |                     |                      |                                       |                   |                                                                         |
| 36 | 14        | Das zweite Tor              | Touchstone          | 30. Okt. 1998        | 3. Nov. 1999                          | Brad Turner       | Sam Egan                                                                |
| Das Stargatecenter findet heraus, dass das zweite Erdtor (aus Folge 1x18) von anderen Menschen benutzt wird. |           |                             |                     |                      |                                       |                   |                                                                         |
| 37 | 15        | Die fünfte Spezies          | The Fifth Race      | 22. Jan. 1999        | 17. Nov. 1999                         | Jimmy Kaufman     | Handlung: Misha Rashovichm Schauspiel: Brad Wright                      |
| O’Neill erlangt durch ein Gerät das gesamte Wissen der Antiker. Dadurch verändert sich sein Wesen und er gerät in Lebensgefahr. Es gelingt ihm jedoch, auf einen Asgard-Planeten zu gelangen, wo er vom Wissen befreit wird.                                                                 |           |                             |                     |                      |                                       |                   |                                                                         |
| 38 | 16        | Das schwarze Loch           | A Matter of Time    | 29. Jan. 1999        | 17. Nov. 1999                         | David Warry-Smith | Robert C. Cooper                                                        |
| Über das Stargate wird ein Planet angewählt, der sich in der Nähe eines Schwarzen Lochs befindet. Die Effekte werden durch das Wurmloch übertragen und drohen, die Erde zu vernichten. |           |                             |                     |                      |                                       |                   |                                                                         |
| 39 | 17        | Seelenwanderung             | Holiday             | 5. Feb. 1999         | 1. Dez. 1999                          | Peter DeLuise     | Katharyn Powers                                                         |
| Jackson und der Außerirdische Ma’chello tauschen durch dessen Maschine die Körper; später auch versehentlich O’Neill und Teal’c. |           |                             |                     |                      |                                       |                   |                                                                         |
| 40 | 18        | Der Sturz des Sonnengottes  | Serpent’s Song      | 12. Feb. 1999        | 24. Nov. 1999                         | David Warry-Smith | Tor Alexander Valenza                                                   |
| Apophis beantragt Asyl auf der Erde und stirbt dabei. Der Systemlord Sokar fordert seine Leiche und die Menschen müssen nachgeben. |           |                             |                     |                      |                                       |                   |                                                                         |
| 41 | 19        | Tödliche Klänge             | One False Step      | 19. Feb. 1999        | 8. Dez. 1999                          | William Corcoran  | Michael Kaplan, John Sanborn                                            |
| Bei einer Erkundung wird eine Pflanze beschädigt, deren Klänge für das Überleben einer außerirdischen Rasse notwendig sind. |           |                             |                     |                      |                                       |                   |                                                                         |
| 42 | 20        | Neue Feinde                 | Show and Tell       | 26. Feb. 1999        | 8. Dez. 1999                          | Peter DeLuise     | Jonathan Glassner                                                       |
| Die unsichtbaren außerirdischen Reetou-Rebellen wollen alle potenziellen Goa’uld Wirte töten – darunter auch die Menschen. |           |                             |                     |                      |                                       |                   |                                                                         |
| 43 | 21        | 1969                        | 1969                | 5. März 1999         | 22. Dez. 1999                         | Charles Correll   | Brad Wright                                                             |
| Durch eine Fehlfunktion des Sternentors reist das SG-1-Team durch die Zeit in das Jahr 1969 zurück und muss versuchen, in die Zukunft zurückzureisen, ohne sie zu sehr zu verändern. |           |                             |                     |                      |                                       |                   |                                                                         |
| 44 | 22        | Die Höhle des Löwen, Teil 1 | Out of Mind         | 12. März 1999        | 2. Aug. 2000                          | Martin Wood       | Jonathan Glassner, Brad Wright                                          |
| Hathor hat die SG-1-Mitglieder gefangen genommen und täuscht diesen vor, sie seien nach 79 Jahren im Kaltschlaf auf der Erde aufgetaut worden, um so an Informationen über das Stargate-Center zu kommen.                                                                                    |           |                             |                     |                      |                                       |                   |                                                                         |

## Staffel 3 – Galaktische Abenteuer (1999–2000, #45–66)
In der dritten Staffel wird die Charakterentwicklung fortgesetzt. Es bilden sich weitere Handlungsstränge (z. B. das Kind von Daniel Jacksons Frau Sha’re, ein neuer Feind der Asgard: die Replikatoren),
| Nr. (ges.) | Nr. (St.) | Deutscher Titel                 | Originaltitel       | Erstausstrahlung USA | Deutschsprachige Erstausstrahlung (D) | Regie             | Drehbuch                                                                                                  |
| --- | --------- | ------------------------------- | ------------------- | -------------------- | ------------------------------------- | ----------------- | --- |
| 45 | 1         | Die Höhle des Löwen, Teil 2     | Into the Fire       | 25. Juni 1999        | 2. Aug. 2000                          | Martin Wood       | Brad Wright                                                                                               |
| Die gefangenen Mitglieder können befreit werden, Hathor stirbt. |           |                                 |                     |                      |                                       |                   | |
| 46 | 2         | Seth                            | Seth                | 2. Juli 1999         | 9. Aug. 2000                          | William Corcoran  | Jonathan Glassner                                                                                         |
| Menschen und Tok’ra bemerken, dass der Systemlord Seth seit Jahrtausenden auf der Erde lebt. Sie finden ihn als Oberhaupt einer Sekte und besiegen ihn. |           |                                 |                     |                      |                                       |                   | |
| 47 | 3         | Die Saat des Verrats            | Fair Game           | 9. Juli 1999         | 16. Aug. 2000                         | Martin Wood       | Robert C. Cooper                                                                                          |
| Menschen und Asgard verhandeln auf der Erde mit den Systemlords Yu, Nirrti und Kronos um das „Asgard-Planetenschutzabkommen“, das die Erde vor den Goa’uld schützen soll. |           |                                 |                     |                      |                                       |                   | |
| 48 | 4         | Besessen                        | Legacy              | 16. Juli 1999        | 23. Aug. 2000                         | Peter DeLuise     | Tor Alexander Valenza                                                                                     |
| Eine von Ma‘chello entwickelte Technologie gegen Goa’uld befällt Mitarbeiter des Stargate-Centers. |           |                                 |                     |                      |                                       |                   | |
| 49 | 5         | Die Lektion der Orbaner         | Learning Curve      | 23. Juli 1999        | 30. Aug. 2000                         | Martin Wood       | Heather E. Ash                                                                                            |
| Die Menschen arbeiten mit den Orbanern zusammen und finden dabei heraus, dass diese Kinder durch Naniten überdurchschnittlich intelligent machen, um später das Wissen auf alle zu übertragen. |           |                                 |                     |                      |                                       |                   | |
| 50 | 6         | Lebenslinien                    | Point of View       | 30. Juli 1999        | 6. Sep. 2000                          | Peter DeLuise     | Handlung: Jonathan Glassner, Brad Wright, Robert C. Cooper, Tor Alexander Valenza Schauspiel: Brad Wright |
| Doppelgänger von Carter und Kawalsky erscheinen aus einem Paralleluniversum, in dem die Erde von Apophis überfallen worden ist. Mit Hilfe der Asgard kann die Erde in der Parallelwelt gerettet werden. |           |                                 |                     |                      |                                       |                   | |
| 51 | 7         | Kopfgeldjäger                   | Deadman Switch      | 6. Aug. 1999         | 13. Sep. 2000                         | Martin Wood       | Robert C. Cooper                                                                                          |
| SG-1 begegnet dem Kopfgeldjäger Aris Boch. Dieser arbeitet meist für Goa’uld, da er von diesen eine überlebenswichtige Droge erhält. |           |                                 |                     |                      |                                       |                   | |
| 52 | 8         | Dämonen                         | Demons              | 13. Aug. 1999        | 20. Sep. 2000                         | Peter DeLuise     | Carl Binder                                                                                               |
| Auf einem Planeten gibt sich ein Goa’uld in einem Unas-Wirt als Dämon aus, um Menschen als Opfer zu erpressen. Er handelt angeblich im Auftrag des Satans – vermutlich Sokar, der auf diese Weise neue Wirte gewinnen will. |           |                                 |                     |                      |                                       |                   | |
| 53 | 9         | Regeln der Kriegsführung        | Rules of Engagement | 20. Aug. 1999        | 27. Sep. 2000                         | William Gereghty  | Terry Curtis Fox                                                                                          |
| SG-1 entdeckt eine Armee menschlicher Krieger, die wie irdische Soldaten erscheinen. Allerdings wurden sie von Apophis ausgehoben, um gegen die Erde zu kämpfen. |           |                                 |                     |                      |                                       |                   | |
| 54 | 10        | Sha’res Tod                     | Forever in a Day    | 8. Okt. 1999         | 4. Okt. 2000                          | Peter DeLuise     | Jonathan Glassner                                                                                         |
| Daniel Jackson findet seine Frau Sha’re wieder, die von dem Goa’uld Amaunet kontrolliert wird. Da dieser Jackson töten will, wird Sha’re von Teal’c erschossen. Vorher kann sie Jackson jedoch über die Handwaffe eine Vision schicken, die ihm hilft, besser mit ihrem Tod zurechtzukommen und dazu anweist, das Kind (der Wirte) von Apophis und Amaunet zu suchen, das als Harsesis über das genetische Wissen der Goa’uld verfügt.                       |           |                                 |                     |                      |                                       |                   | |
| 55 | 11        | Vergangenheit und Gegenwart     | Past and Present    | 15. Okt. 1999        | 11. Okt. 2000                         | William Gereghty  | Tor Alexander Valenza                                                                                     |
| SG-1 reist zu dem Planeten Vyus (P2Q-463), auf dem alle Menschen ihr Gedächtnis verloren haben. Es stellt sich heraus, dass die Zerstörerin der Welten (aus Folge 2x03) dahintersteckt, die sich selbst nicht mehr erinnern kann. |           |                                 |                     |                      |                                       |                   | |
| 56 | 12        | Jolinars Erinnerungen           | Jolinar’s Memories  | 22. Okt. 1999        | 18. Okt. 2000                         | Peter DeLuise     | Sonny Wareham, Daniel Stashower                                                                           |
| Der Tok’ra Selmak in Samantha Carters Vater Jacob wurde von Sokar entführt und wird auf Netu gefangen gehalten. Samantha soll helfen, ihren Vater zu befreien, da sie die Erinnerungen des Tok’ra-Symbionten Jolinar in sich trägt, der einst von Netu fliehen konnte. |           |                                 |                     |                      |                                       |                   | |
| 57 | 13        | Apophis’ Rückkehr               | The Devil you know  | 29. Okt. 1999        | 25. Okt. 2000                         | Peter DeLuise     | Robert C. Cooper                                                                                          |
| Während SG-1 mit Jacob Carter bzw. Selmak von Netu fliehen kann, wobei Sokar getötet wird, gelingt es Apophis, der dort ebenfalls gefangen war, Sokars Platz einzunehmen. |           |                                 |                     |                      |                                       |                   | |
| 58 | 14        | Außerirdische auf dem Vormarsch | Foothold            | 5. Nov. 1999         | 1. Nov. 2000                          | Andy Mikita       | Heather E. Ash                                                                                            |
| Das Stargate Center ist unter Kontrolle von Aliens von P3X-118. Die Aliens benutzen eine Technologie, die es ihnen erlaubt, das Aussehen ihrer Gefangenen zu kopieren sowie auf ihre Erinnerungen zuzugreifen. Carter muss Colonel Maybourne bitten, die Invasion aufzuhalten. |           |                                 |                     |                      |                                       |                   | |
| 59 | 15        | Die Tollan-Triade               | Pretense            | 12. Dez. 1999        | 8. Nov. 2000                          | David Warry-Smith | Katharyn Powers                                                                                           |
| Auf Tollana findet eine Gerichtsverhandlung statt, in der entschieden werden soll, ob der Goa’uld Klorel aus dem Wirt Ska’ara entfernt werden soll. Schließlich wird zu Gunsten Ska’aras entschieden, so dass er nach Abydos zurückkehren kann. Gleichzeitig nutzt der Vertreter der Goa'uld, Lord Zipacna, die Zeit der Verhandlung, um einen Angriff auf Tollana vorzubereiten, der jedoch durch SG-1 zusammen mit Lya von den Nox verhindert werden kann. |           |                                 |                     |                      |                                       |                   | |
| 60 | 16        | Urgo                            | Urgo                | 19. Dez. 1999        | 15. Nov. 2000                         | Peter DeLuise     | Tor Alexander Valenza                                                                                     |
| Die SG-1 Mitglieder können eine imaginäre Person namens Urgo sehen. Es stellt sich heraus, dass sie ein außerirdisches Gerät ins Gehirn implantiert bekommen hatten. |           |                                 |                     |                      |                                       |                   | |
| 61 | 17        | O’Neill und Laira               | A Hundred Days      | 7. Jan. 2000         | 22. Nov. 2000                         | David Warry-Smith | Brad Wright                                                                                               |
| O’Neill bleibt auf dem Planeten Edora zurück, nachdem das Stargate durch einen Meteoriten verschüttet wurde. Nach einhundert Tagen gelingt es dem Stargate-Center, das Tor wieder zu öffnen und O’Neill zurückzuholen. |           |                                 |                     |                      |                                       |                   | |
| 62 | 18        | O’Neill auf Abwegen             | Shades of Grey      | 14. Jan. 2000        | 29. Nov. 2000                         | Martin Wood       | Jonathan Glassner                                                                                         |
| O’Neill beginnt scheinbar für den NID zu arbeiten. Tatsächlich handelt es sich aber um eine verdeckte Ermittlung gegen den NID. |           |                                 |                     |                      |                                       |                   | |
| 63 | 19        | Tödlicher Verrat                | New Ground          | 21. Jan. 2000        | 3. Jan. 2001                          | Chris McMullen    | Heather E. Ash                                                                                            |
| SG-1 bereist einen Planeten, auf dem sich zwei Staaten im Krieg befinden. Die Menschen geraten zwischen die Fronten, da sie die Theorie des einen Volkes bestätigen, das daran glaubt, einst durch das Stargate auf den Planeten gekommen zu sein, während das andere Volk diese Theorie ablehnt. |           |                                 |                     |                      |                                       |                   | |
| 64 | 20        | Harsesis’ Rettung               | Maternal Instinct   | 28. Jan. 2000        | 10. Feb. 2001                         | Peter Woeste      | Robert C. Cooper                                                                                          |
| SG-1 sucht auf dem Planeten Kheb nach dem Harsesis-Kind. Erste Begegnung mit Oma Desala. |           |                                 |                     |                      |                                       |                   | |
| 65 | 21        | Der Kristallschädel             | Crystal Skull       | 4. Feb. 2000         | 17. Jan. 2001                         | Martin Wood       | Handlung: Michael Greenburg, Jarrad Paul Schauspiel: Brad Wright                                          |
| Daniel Jackson wird durch einen Kristallschädel von einer Phasenverschiebung betroffen, wodurch er für andere Menschen unsichtbar ist und durch Wände gehen kann. Das Stargate-Center nimmt Kontakt zu Daniels Großvater Nicholas Ballard auf, da dieser einst einen solchen Kristallschädel auf der Erde entdeckt hatte. Ballard ist dadurch in der Lage, Daniel zu sehen.                                                                                  |           |                                 |                     |                      |                                       |                   | |
| 66 | 22        | Nemesis, Teil 1                 | Nemesis             | 11. Feb. 2000        | 1. Juni 2001                          | Martin Wood       | Robert C. Cooper                                                                                          |
| Der Asgard Thor befindet sich mit einem von Replikatoren, einem außerirdischen Roboter-Volk, befallenen Schiff in einer Erdumlaufbahn und SG-1 muss die Replikatoren davon abhalten, auf die Erde zu gelangen. |           |                                 |                     |                      |                                       |                   | |

## Staffel 4 – Ferne Welten, neue Gefahren (2000–2001, #67–88)
In dieser Staffel werden erneut neue Rassen eingeführt. Ferner gibt es eine sehr enge Zusammenarbeit mit den Tok’ra zu sehen.
Die vierte Staffel sollte ursprünglich die letzte Staffel von Stargate SG-1 sein. Der amerikanische Fernsehkanal Showtime verlängerte die Serie um ein weiteres Jahr. Die Bestätigung kam aber so spät, dass man die Drehbücher nicht mehr ändern konnte. Daher stirbt Apophis am Ende der 4., beziehungsweise zum Auftakt der nächsten Staffel, obwohl man ihn in der 5. Staffel noch als Gegner hätte gebrauchen können. Peter Williams hat als Apophis noch Gastauftritte in den Staffeln 6 und 8.
| Nr. (ges.) | Nr. (St.) | Deutscher Titel               | Originaltitel         | Erstausstrahlung USA | Deutschsprachige Erstausstrahlung (D) | Regie             | Drehbuch                                  |
| --- | --------- | ----------------------------- | --------------------- | -------------------- | ------------------------------------- | ----------------- | ----------------------------------------- |
| 67 | 1         | Nemesis, Teil 2               | Small Victories       | 30. Juni 2000        | 1. Juni 2001                          | Martin Wood       | Robert C. Cooper                          |
| Ein Replikator hat den Absturz der Beliskner überlebt. Er hat sich repliziert und mit Hilfe seiner „Brüder“ ein russisches U-Boot übernommen. Außerdem brauchen die Asgard Hilfe im Kampf gegen die Replikatoren. Nur knapp gelingt es SG-1 und Thor, die Erde und die Heimatwelt der Asgard zu retten. |           |                               |                       |                      |                                       |                   |                                           |
| 68 | 2         | Die andere Seite der Medaille | The other Side        | 7. Juli 2000         | 6. Juni 2001                          | Peter DeLuise     | Brad Wright                               |
| SG-1 kommt auf einen Planeten, auf dem Krieg herrscht. Der Staat, der das Gate kontrolliert, möchte ein Bündnis mit der Erde eingehen; im Gegenzug für die Belieferung mit schwerem Wasser (zur Energieerzeugung) sollen die Erdmenschen fortschrittliche Waffentechnologien erhalten. Da sich aber schließlich herausstellt, dass der Krieg von den neuen Verbündeten angefangen wurde, lehnt SG-1 das Angebot ab. |           |                               |                       |                      |                                       |                   |                                           |
| 69 | 3         | Das Vermächtnis der Ataniker  | Upgrades              | 14. Juli 2000        | 13. Juni 2001                         | Martin Wood       | David Rich                                |
| Die Tok'ra bringen drei Armbänder ins SGC, die dem Träger übermenschliche Fähigkeiten (z. B. Schnelligkeit, Stärke) verleihen. Mit ihrer Hilfe wird der Bau eines Schlachtschiffes von Apophis verhindert. |           |                               |                       |                      |                                       |                   |                                           |
| 70 | 4         | Shan'aucs Opfer               | Crossroads            | 21. Juli 2000        | 20. Juni 2001                         | Peter DeLuise     | Katharyn Powers                           |
| Die Jaffa Shan'auc erzählt, dass ihr Symbiont sich den Tok'ra anschließen möchte. Doch sobald dieser einen neuen Wirt hat, werden seine Absichten klar: er will die Tok'ra infiltrieren. Zwar wird er enttarnt, die Tok'ra lassen ihn aber im Glauben, sein Plan sei gelungen, um ihn zur Desinformation einsetzen zu können. |           |                               |                       |                      |                                       |                   |                                           |
| 71 | 5         | Gipfeltreffen                 | Divide and Conquer    | 28. Juli 2000        | 27. Juni 2001                         | Martin Wood       | Tor Alexander Valenza                     |
| Ein Gipfeltreffen zwischen dem Hohen Rat der Tok'ra und dem Präsidenten der USA ist geplant. Doch die Goa'uld haben eine neue Waffe entwickelt, die „Schläfer“ programmiert und eine ernsthafte Gefahr darstellt. |           |                               |                       |                      |                                       |                   |                                           |
| 72 | 6         | Kein Ende in Sicht            | Window of Opportunity | 4. Aug. 2000         | 4. Juli 2001                          | Peter DeLuise     | Joseph Mallozzi, Paul Mullie              |
| Ein Antikergerät wird aktiviert und hält mehrere Planeten, darunter die Erde, in einer Zeitschleife gefangen, was aber nur Teal'c und O’Neill bemerken. Während sie immer wieder dieselben Ereignisse erleben, versuchen sie, einen Ausweg aus der Situation zu finden. |           |                               |                       |                      |                                       |                   |                                           |
| 73 | 7         | Der Planet des Wassers        | Watergate             | 11. Aug. 2000        | 11. Juli 2001                         | Martin Wood       | Robert C. Cooper                          |
| Die Russen haben ein eigenes Gateprogramm auf die Beine gestellt. Doch dieses fliegt auf, als sie einen Planeten anwählen, auf welchem sich „intelligentes Wasser“ befindet. Denn das Tor schließt sich nicht mehr. SG-1 kann es nur abschalten, indem es die entnommenen Wasserproben zurückbringt. |           |                               |                       |                      |                                       |                   |                                           |
| 74 | 8         | Die Unas                      | The first Ones        | 18. Aug. 2000        | 18. Juli 2001                         | Peter DeLuise     | Peter DeLuise                             |
| SG-1 stößt auf die Unas, welche die ersten Wirte für die Goa'uld waren. Daniel gewinnt einen neuen Freund, den Una Chaka. |           |                               |                       |                      |                                       |                   |                                           |
| 75 | 9         | Die Enkaraner                 | Scorched Earth        | 25. Aug. 2000        | 25. Juli 2001                         | Martin Wood       | Joseph Mallozzi, Paul Mullie              |
| Nachdem die Enkaraner dank SG-1 umgesiedelt wurden, taucht ein außerirdisches Raumschiff auf, welches den Planeten in eine für die Enkaraner tödliche Umwelt verwandelt, um die eigene Rasse (eine auf Schwefel basierende Lebensform) anzusiedeln, die andere Anforderungen an die Umwelt hat. Eine erneute Umsiedlung ist fast unmöglich, und die Zeit drängt. |           |                               |                       |                      |                                       |                   |                                           |
| 76 | 10        | Der Planet der Eiszeit        | Beneath the Surface   | 1. Sep. 2000         | 1. Aug. 2001                          | Peter DeLuise     | Heather E. Ash                            |
| SG-1 wird einer Gehirnwäsche unterzogen und arbeitet seitdem in einer Mine unterhalb des Eises eines fremden Planeten. Die Gehirnwäsche ist nicht komplett geglückt, und Erinnerungen kommen langsam zurück. |           |                               |                       |                      |                                       |                   |                                           |
| 77 | 11        | Kein Zurück                   | Point of no Return    | 8. Sep. 2000         | 8. Aug. 2001                          | William Gereghty  | Joseph Mallozzi, Paul Mullie              |
| SG-1 macht Bekanntschaft mit Martin Lloyd, welcher Kenntnis über das Stargate-Programm besitzt und ansonsten ein sehr paranoider Mann ist. Es stellt sich heraus, dass Martin ein Außerirdischer ist, der seit einigen Jahren auf der Erde lebt und dessen Erinnerungen unterdrückt wurden. |           |                               |                       |                      |                                       |                   |                                           |
| 78 | 12        | Rettung im All                | Tangent               | 15. Sep. 2000        | 15. Aug. 2001                         | Peter DeLuise     | Michael Cassutt                           |
| Teal'c und O’Neill unternehmen einen Testflug mit der X-301-Probe (ein Raumgleiter, der aus Teilen zweier erbeuteter Goa'uld-Gleiter zusammengebaut wurde), verlieren dabei aber die Kontrolle über die Steuerung und entfernen sich immer weiter von der Erde. Mit Hilfe von Sams Vater / Selmak können sie schließlich gerettet werden. |           |                               |                       |                      |                                       |                   |                                           |
| 79 | 13        | Die Rückkehr des Osiris       | The Curse             | 22. Sep. 2000        | 22. Aug. 2001                         | Andy Mikita       | Joseph Mallozzi, Paul Mullie              |
| Es werden zwei Altägyptische Kanopen entdeckt, die die Symbionten Osiris und Isis enthalten. Isis’ Kanope ist beschädigt und der Symbiont tot. Osiris' Kanope hingegen war noch intakt, sie wird aber infolge einer Laborexplosion zerstört, bei der auch Daniels ehemaliger Professor ums Leben kommt; der Symbiont bleibt zunächst verschwunden. |           |                               |                       |                      |                                       |                   |                                           |
| 80 | 14        | Die verhinderte Allianz       | Serpent's Venom       | 29. Sep. 2000        | 29. Aug. 2001                         | Martin Wood       | Peter DeLuise                             |
| Apophis und Heru'ur planen eine gemeinsame Allianz, welche SG-1 jedoch zu verhindern versucht. Teal'c wird gefangen genommen und gefoltert, kann aber entkommen. |           |                               |                       |                      |                                       |                   |                                           |
| 81 | 15        | Kettenreaktion                | Chain Reaction        | 5. Jan. 2001         | 12. Sep. 2001                         | Martin Wood       | Joseph Mallozzi, Paul Mullie              |
| General Hammond wird von einer Untergruppe des NID erpresst und gezwungen abzutreten. Er wird durch General Bauer ersetzt. O’Neill muss mit Maybourne zusammenarbeiten, um Hammonds Erpresser unschädlich zu machen, damit Hammond seinen Posten als Kommandant des SGC wieder einnehmen kann. |           |                               |                       |                      |                                       |                   |                                           |
| 82 | 16        | 2010                          | 2010                  | 12. Jan. 2001        | 19. Sep. 2001                         | Andy Mikita       | Brad Wright                               |
| Im Jahre 2010 hat ein scheinbar freundliches Volk namens Aschen die Erdbevölkerung mit einem Impfstoff ausgestattet, der jedem Menschen ein viel längeres Leben beschert. Ein verschwiegener Nebeneffekt ist jedoch Sterilität, weil die Aschen einfach die Menschen aussterben lassen wollen, um dann kampflos die Erde zu erobern. SG-1 gelingt es, eine Nachricht durch das Stargate in die Vergangenheit zu schicken, um den Erstkontakt mit den Aschen zu verhindern und damit die Zukunft zu retten. |           |                               |                       |                      |                                       |                   |                                           |
| 83 | 17        | Unbegrenztes Wissen           | Absolute Power        | 19. Jan. 2001        | 26. Sep. 2001                         | Peter DeLuise     | Robert C. Cooper                          |
| SG-1 begegnet Shifu, dem Harsesis-Kind, auf Abydos und bringt ihn zur Erde. Er überträgt Daniel all sein Wissen. Daniel nutzt dieses Wissen, um einen Abwehrring aus Satelliten in der Erdumlaufbahn zu installieren, aber dann entfremdet er sich immer weiter vom Rest des SG-1-Teams und nutzt den Schild, um die Erde zu kontrollieren. Am Ende stellt sich jedoch heraus, dass alles nur eine Illusion war, und Daniel erkennt, dass das Wissen große Verantwortung mit sich bringt und dass die Menschheit noch nicht bereit für dieses Wissen ist. |           |                               |                       |                      |                                       |                   |                                           |
| 84 | 18        | Das Licht                     | The Light             | 26. Jan. 2001        | 3. Okt. 2001                          | Peter Woeste      | James Phillips                            |
| SG-1 wird süchtig nach einem Licht, das sich in einem verlassenen Goa'uld-Gebäude befindet. Da sie durch radikalen Entzug sterben würden, können sie das Gebäude nicht verlassen. Schließlich gelingt es ihnen, das Licht schrittweise abzuschalten, wodurch sie sich langsam von ihrer Sucht befreien können. |           |                               |                       |                      |                                       |                   |                                           |
| 85 | 19        | Das Wunder                    | Prodigy               | 5. Feb. 2001         | 10. Okt. 2001                         | Peter DeLuise     | Brad Wright, Joseph Mallozzi, Paul Mullie |
| Während einer Vorlesung an der United States Air Force Academy trifft Carter auf die brillante Kadettin Jennifer Hailey, die über exzellente Fähigkeiten in Astrophysik verfügt, jedoch ein Problem mit Autoritäten hat. Carter trifft die Entscheidung, ihr das Stargate-Programm zu zeigen. Bei ihrem Besuch auf einem 42.000 Lichtjahre entfernten Mond greifen energiebasierte Kreaturen die dort stationierten Wissenschaftler und SG-1 an. |           |                               |                       |                      |                                       |                   |                                           |
| 86 | 20        | Die falsche Wahl              | Entity / Child's Play | 9. Feb. 2001         | 17. Okt. 2001                         | Allan Lee         | Peter DeLuise                             |
| SG1 wird nach P9C-372, einer von elektronischen Lebensformen bewohnten Welt, geschickt. Das zentrale Computersystem wird durch einen sehr fortgeschrittenen Computervirus gefährdet, welcher Samantha Carters Bewusstsein von ihrem Körper trennt. |           |                               |                       |                      |                                       |                   |                                           |
| 87 | 21        | Doppelter Einsatz             | Double Jeopardy       | 16. Feb. 2001        | 24. Okt. 2001                         | Michael Shanks    | Robert C. Cooper                          |
| Nachdem die Armee des Kronos die androiden Gegenstücke von SG1 (aus Folge 01x19) auf dem Planeten Juna (P3X-729) gefangen nehmen konnten, müssen die Mitglieder des realen SG1 mit ihren Roboterkopien zusammenarbeiten, um den Planeten zu befreien und Kronos zu töten. |           |                               |                       |                      |                                       |                   |                                           |
| 88 | 22        | Exodus                        | Exodus                | 23. Feb. 2001        | 31. Okt. 2001                         | David Warry-Smith | Joseph Mallozzi, Paul Mullie              |
| SG-1 stellt den Tok’ra ihr jüngst von Kronos erbeutetes Goa'uld-Mutterschiff zur Evakuierung ihres Heimatplaneten zur Verfügung, der bald von einer großen Flotte des Apophis angegriffen werden wird. Über einen enttarnten Spion (vgl. Folge 04x04) hatten die Tok'ra Apophis Falschinformationen zukommen lassen, um einen vernichtenden Gegenschlag zu führen: Beim Eintreffen der feindlichen Flotte soll die Sonne des Planeten gesprengt und Apophis’ Flotte dadurch vernichtet werden. Doch kann der Spion entkommen und wird von O’Neill und Teal'c verfolgt. Es kommt zum Kampf und Teal'c wird gefangen genommen und auf Apophis’ Schiff gebracht. O’Neill kann gerade noch rechtzeitig von SG-1 auf ihr Raumschiff transportiert werden, bevor die Sonne explodiert. SG-1 wie auch Apophis können sich vor der Supernova in den Hyperraum retten, wobei sie aber weit über die Grenzen der Galaxie hinausgeschleudert werden. |           |                               |                       |                      |                                       |                   |                                           |

## Staffel 5 – In der Hand des Feindes (2001–2002, #89–110)
In der fünften Staffel wird die Jaffa-Rebellion weiterverfolgt. Außerdem werden mit Osiris und Anubis neue Gegner eingeführt. In der vorletzten Episode stirbt Daniel Jackson (gespielt von Michael Shanks) nach einer tödlichen Strahlendosis. Am Sterbebett erfährt O’Neill, dass Jackson nicht wirklich stirbt, sondern mit Hilfe der Antikerin Oma Desala in eine höhere Ebene der Existenz aufsteigt.
Die Handlung der Staffel und der Tod von Daniel Jackson beruhen auf der Tatsache, dass der Schauspieler Michael Shanks im Verlauf der Staffel seinen Ausstieg erklärt. Hinter den Kulissen gab es eine Menge Gerüchte darüber, dass innerhalb der Besetzung Spannungen existierten und diese der Grund für seine Entscheidung waren. Die fünfte Staffel sollte nun die definitiv letzte Staffel von Stargate SG-1 sein. Die Serie wurde nach dem Wechsel von Showtime zum SciFi-Channel fortgesetzt.
| Nr. (ges.) | Nr. (St.) | Deutscher Titel          | Originaltitel       | Erstausstrahlung USA | Deutschsprachige Erstausstrahlung (D) | Regie            | Drehbuch                                                                                           |
| --- | --------- | ------------------------ | ------------------- | -------------------- | ------------------------------------- | ---------------- | -------------------------------------------------------------------------------------------------- |
| 89 | 1         | Todfeinde                | Enemies             | 29. Juni 2001        | 1. Mai 2002                           | Martin Wood      | Handlung: Brad Wright, Robert C. Cooper, Joseph Mallozzi, Paul Mullie Schauspiel: Robert C. Cooper |
| Bevor Apophis das Feuer auf das beschädigte Schiff von SG-1 eröffnen kann, wird sein Schlachtschiff von einem Replikatorenschiff geentert. SG-1 gelingt es gerade noch vor dessen Selbstzerstörung Ersatzteile zu beschaffen. Vor der Explosion konnte sich auch ein kleiner Frachter mit Teal'c, einigen Jaffa und Apophis (der Teal'c bekehren konnte) an Bord retten. Mit einer List entern sie das Schiff von SG-1 und nehmen das Team gefangen. Einige im Frachter versteckte Replikatoren übernehmen dann aber das Schiff, modifizieren den Antrieb und setzen Kurs auf die Heimatwelt Apophis’, die nun nur noch wenige Minuten entfernt ist. In dem Durcheinander kann SG-1 ausbrechen und die Bremssteuerung des Mutterschiffs zerstören, Teal'c gefangen nehmen und mit dem Frachter entkommen, bevor das Mutterschiff zusammen mit Apophis und den Replikatoren ungebremst auf den Planeten stürzt. |           |                          |                     |                      |                                       |                  | |
| 90 | 2         | Teal'cs Prüfung          | Threshold           | 6. Juli 2001         | 1. Mai 2002                           | Peter DeLuise    | Brad Wright                                                                                        |
| Apophis hatte Teal'c einer Gehirnwäsche unterzogen, sodass dieser jetzt wieder glaubt, Apophis sei sein Gott. Durch ein sehr gefährliches Ritual soll er wieder zu sich selbst finden und die Gehirnwäsche ablegen. |           |                          |                     |                      |                                       |                  | |
| 91 | 3         | Das Opfer                | Ascencion           | 13. Juli 2001        | 8. Mai 2002                           | Martin Wood      | Robert C. Cooper                                                                                   |
| Nach der Rückkehr von Velona, einem Planet voller Ruinen, wird Carter von einem mysteriösen jungen Mann namens Orlin besucht, welcher durch Wände gehen kann. Laut den anderen Mitgliedern bildet sich Carter dies ein. Später stellt sich heraus, dass die Antiker Velona zerstörten und Orlin zur Strafe dort hinterließen, nachdem er die Veloner mit einer fortgeschrittenen Waffe für den Kampf gegen die Goa'uld versorgt hatte. |           |                          |                     |                      |                                       |                  | |
| 92 | 4         | Der fünfte Mann          | The fifth Man       | 20. Juli 2001        | 8. Mai 2002                           | Peter DeLuise    | Joseph Mallozzi, Paul Mullie                                                                       |
| O’Neill bleibt auf einem Planeten zurück, um den verwundeten Lieutenant Tyler zu beschützen, einem fünften Mitglied von SG-1, welchen nur die anderen Mitglieder von SG-1 kennen. Es stellt sich heraus, dass Tyler ein Reol ist, eine Rasse von schlaksigen Humanoiden, die von den Goa’uld durch Jagd nahezu ausgerottet wurde. Die Reol sondern eine Chemikalie ab, die falsche Erinnerungen und Illusionen bei der betroffenen Person bewirkt. |           |                          |                     |                      |                                       |                  | |
| 93 | 5         | Roter Himmel             | Red Sky             | 27. Juli 2001        | 15. Mai 2002                          | Martin Wood      | Ron Wilkerson                                                                                      |
| Nachdem Carter einige der Sicherheitsprotokolle am Stargate aufgehoben hat, reist SG-1 nach K’Tau und entdeckt, dass das Spektrum der Sonne in den infraroten Bereich verschoben wurde. Das gesamte Leben auf dem Planeten ist dem Untergang geweiht und SG-1 ist dafür verantwortlich. Die Bewohner des Planeten sind ein nordisches Volk und beten die Asgard an, diese versagen ihnen jedoch zunächst ihre Hilfe. |           |                          |                     |                      |                                       |                  | |
| 94 | 6         | Das Übergangsritual      | The Rite of Passage | 3. Aug. 2001         | 22. Mai 2002                          | Peter DeLuise    | Heather E. Ash                                                                                     |
| Dr. Fraisers adoptierte Tochter, Cassandra, entwickelt telekinetische Fähigkeiten, aber die Belastung der dafür nötigen Energieproduktion verursacht bei Cassandra multiples Organversagen. Für ihre Rettung muss SG-1 eine Abmachung mit einem vergessenen Feind, Nirrti, zu einem schrecklichen Preis verhandeln. |           |                          |                     |                      |                                       |                  | |
| 95 | 7         | Chaka                    | Beast of Burden     | 10. Aug. 2001        | 29. Mai 2002                          | Martin Wood      | Peter DeLuise                                                                                      |
| Der Unas Chaka, mit dem Dr. Jackson befreundet ist, wurde entführt und zu einem Planeten gebracht, wo Menschen die Unas als Sklaven benutzen. Jackson besteht auf eine Rettungsmission, jedoch sträubt sich O’Neill anfangs einzugreifen. |           |                          |                     |                      |                                       |                  | |
| 96 | 8         | Das Tempelgrab           | The Tomb            | 17. Aug. 2001        | 5. Juni 2002                          | Peter DeLuise    | Joseph Mallozzi, Paul Mullie                                                                       |
| SG-1 sitzt in Begleitung eines russischen Teams in einer antiken Zikkurat auf einem Planeten fest. Sie treffen dort auf eine von einem Goa’uld besessenen außerirdische Kreatur. |           |                          |                     |                      |                                       |                  | |
| 97 | 9         | Der Kampf der Tollaner   | Between two Fires   | 24. Aug. 2001        | 12. Juni 2002                         | William Gereghty | Ron Wilkerson                                                                                      |
| Die Tollaner sind mit dem Austausch fortschrittlicher Technologie mit der Erde einverstanden, was einen ungewöhnlicher Wechsel ihrer Politik darstellt. SG-1 lernt schnell, dass nichts so ist, wie es scheint. Ein Teil der Führung der Tollaner paktiert mit den Goa’uld. |           |                          |                     |                      |                                       |                  | |
| 98 | 10        | 2001                     | 2001                | 31. Aug. 2001        | 19. Juni 2002                         | Peter DeLuise    | Brad Wright                                                                                        |
| SG-1 entdeckt einen agrarwirtschaftlichen Planeten namens Volia, dessen Bewohner sie mit ihren fortgeschritteneren Nachbarn, den Aschen, vorstellen. Die Aschen schlagen eine Allianz mit der Erde vor. SG-1 erfährt, dass Volia einst industrialisiert war, die Aschen ihre Bevölkerung jedoch heimlich sterilisierten (vgl. Folge 04x16). |           |                          |                     |                      |                                       |                  | |
| 99 | 11        | Verzweiflungstat         | Desperate Measures  | 7. Sep. 2001         | 26. Juni 2002                         | William Gereghty | Joseph Mallozzi, Paul Mullie                                                                       |
| Carter wird von einem sterbenden Millionär entführt. O’Neill muss mit Harry Maybourne zusammenarbeiten, um sie zu finden. Es stellt sich heraus, dass sich der sterbende Millionär einen Goa’uld implantieren lassen will, um zu überleben. |           |                          |                     |                      |                                       |                  | |
| 100 | 12        | Wurmloch Extrem          | Wormhole X-Treme    | 8. Sep. 2001         | 3. Juli 2002                          | Peter DeLuise    | Brad Wright, Joseph Mallozzi, Paul Mullie                                                          |
| Eine Fernsehserie über die Abenteuer von SG-1 ist geplant. Der Produzent ist ein alter Bekannter: Martin Lloyd (4x11). Das Team hält zwar nicht viel von der Idee, doch die Air Force hält sie für die perfekte Methode, um vom wahren Stargate-Projekt abzulenken und schickt O’Neill als Berater der Air Force zum Set. Die 100. Episode ist aufgrund des Jubiläums humoristisch gehalten. Die Serie Wurmloch Extrem wird genutzt, um einen ironischen Blick auf Stargate – Kommando SG-1 selbst zu werfen und eigene logische Schwächen zu thematisieren. |           |                          |                     |                      |                                       |                  | |
| 101 | 13        | Bewährungsprobe          | Proving Ground      | 8. März 2002         | 10. Juli 2002                         | Andy Mikita      | Ron Wilkerson                                                                                      |
| SG-1 trainiert neue Rekruten für das SGC, unter ihnen ist auch Kadett Jennifer Hailey (Folge 04x19). Die Trainingsübungen laufen nicht gut für die Rekruten und O’Neill lässt alle durchfallen. Da kommt eine Nachricht aus dem SGC, dass es von Außerirdischen übernommen wurde. Die Nachricht kam von Major Carter, die sich verstecken konnte. Jetzt muss O’Neill versuchen, mit den Rekruten den Stützpunkt wieder zurückzuerobern. Den Rekruten kommen Zweifel an der Echtheit der Übernahme und versuchen rauszufinden, was wirklich los ist. |           |                          |                     |                      |                                       |                  | |
| 102 | 14        | 48 Stunden               | 48 Hours            | 15. März 2002        | 17. Juli 2002                         | Peter F. Woeste  | Robert C. Cooper                                                                                   |
| Durch ein zerstörtes Stargate wird Teal'c im Materiestrom gefangen. Rodney McKay, der in der späteren Ablegerserie Stargate Atlantis eine Hauptfigur ist, tritt erstmals auf. |           |                          |                     |                      |                                       |                  | |
| 103 | 15        | Neue Zeiten              | Summit              | 22. März 2002        | 24. Juli 2002                         | Martin Wood      | Joseph Mallozzi, Paul Mullie                                                                       |
| Die Goa'uld treffen sich auf ihrer Raumstation zum Rat der Systemlords. Daniel wird als Diener von Lord Yu eingeschleust, um alle wichtigen Goa'uld zu vernichten. Der Plan der Tokra scheint so lange gut zu funktionieren, bis Osiris (vgl. Folge 04x13) auftaucht und die Rückkehr eines ausgestoßenen und totgeglaubten Goa'uld ankündigt. |           |                          |                     |                      |                                       |                  | |
| 104 | 16        | Elliots große Mission    | Last Stand          | 29. März 2002        | 31. Juli 2002                         | Martin Wood      | Robert C. Cooper                                                                                   |
| Daniel, der sich bei einem Gipfeltreffen der Goa’uld eingeschlichen hatte, flieht gemeinsam mit Sams Vater Jacob auf den Tok'ra-Stützpunkt Revanna. Auch O’Neill und weitere SG-1-Mitglieder befinden sich dort. Da holt der Goa’uld Zipacna zu einem vernichtenden Schlag gegen Revanna aus. Nur wenige überleben, unter ihnen befindet sich auch der schwer verletzte Elliot. Lantash übernimmt ihn als Symbiont. Um die Tok’ra und ihre Freunde zu retten, sind die beiden bereit ihr Leben zu lassen. |           |                          |                     |                      |                                       |                  | |
| 105 | 17        | Das Ende der Welt        | Fail Safe           | 5. Apr. 2002         | 7. Aug. 2002                          | Andy Mikita      | Joseph Mallozzi, Paul Mullie                                                                       |
| SG-1 muss einen Asteroiden aufhalten, der auf Kollisionskurs mit der Erde ist. Der Plan sieht vor, mit einem Goa'uld-Frachtschiff auf dem Asteroiden zu landen, eine mit Naquadah angereicherte Bombe zu platzieren und zu verschwinden. Auf dem Asteroiden angekommen entdeckt SG-1, dass der Kern des Asteroiden größtenteils aus Naquadah selbst besteht und es sich somit um eine Falle der Goa'uld handelt, da die Zündung der Bombe eine Supernova ausgelöst hätte. SG-1 verwendet den Hyperraumantrieb des Goa'uld-Frachtschiffes, um die unmittelbare Bedrohung zu beseitigen und wird daraufhin selbst von den Tok'ra vom Asteroiden gerettet. |           |                          |                     |                      |                                       |                  | |
| 106 | 18        | Die Jaffa-Rebellion      | The Warrior         | 12. Apr. 2002        | 14. Aug. 2002                         | Peter DeLuise    | Christopher Judge                                                                                  |
| Die Jaffa-Rebellion hat einen neuen Anführer namens Kytano, einst Primus von Imhotep. SG-1 besucht Kytanos Jaffa-Lager auf dem Planeten Cal Mah um eine Allianz auszuhandeln. Sie beobachten, wie Kytano einige Jaffa auf ein Himmelfahrtskommando schickt, um eine Festung unter der Herrschaft von Nirrti anzugreifen. Teal'c wendet sich aufgrund der Kritik an Kytano von SG-1 ab und wird von Kytano auf ein Himmelfahrtskommando gegen den Goa'uld-Systemlord Yu geschickt. Dieser eröffnet Teal'c, dass Kytano ein Verräter sei, und schickt ihn zurück nach Cal Mah. Dort fordert Teal'c Kytano zum Zweikampf um die Führung der Jaffa auf und tötet ihn. Es stellt sich heraus, dass Kytano in Wahrheit der Goa'uld Imhotep war, welcher die Jaffa-Rebellion von innen heraus zerschlagen wollte. |           |                          |                     |                      |                                       |                  | |
| 107 | 19        | Reese                    | Menace              | 26. Apr. 2002        | 21. Aug. 2002                         | Martin Wood      | James Tichenor                                                                                     |
| Während einer Außenmission auf einen von Replikatoren angegriffenen Planeten findet SG-1 einen Androiden in Gestalt einer jungen Frau namens Reese. Sie nehmen den Roboter mit zum Stargate-Center. Es stellt sich heraus, dass sie die Mutter aller Replikatoren ist, jedoch die Mentalität eines Kleinkindes besitzt. Sie erschafft zu ihrem eigenen Schutz weitere Replikatoren und dringt in den Hauptcomputer ein, um den Planeten verlassen zu können. Aufgrund der drohenden Gefahr für die Erde ist O’Neill dazu gezwungen, Reese zu töten. |           |                          |                     |                      |                                       |                  | |
| 108 | 20        | Der Wächter              | The Sentinel        | 3. Mai 2002          | 28. Aug. 2002                         | Peter DeLuise    | Ron Wilkerson                                                                                      |
| Die Latoner waren einst eine sehr fortschrittliche Rasse, welche jedoch das Wissen um ihre Technologie aufgegeben haben, um sich mehr auf ihre mentale Entwicklung fokussieren zu können. Ihre Heimatwelt Latona wird von einer 500 Jahre alten Maschine, der Wächter genannt, verteidigt. Bei einer Forschungsmission des NID wurde der Wächter aus Versehen deaktiviert. Während der Invasion von Latona durch den Goa'uld Svarog schafft es SG-1 zusammen mit zwei NID-Agenten, den Wächter zu reparieren und die Latoner vor den Goa'uld zu retten. |           |                          |                     |                      |                                       |                  | |
| 109 | 21        | Die Entscheidung         | Meridian            | 10. Mai 2002         | 4. Sep. 2002                          | Will Waring      | Robert C. Cooper                                                                                   |
| SG-1 macht auf Langara die Bekanntschaft von Jonas Quinn und seinem Volk, welches dabei ist, eine Massenvernichtungswaffe zu entwickeln. Als Beobachter eines missglückten Experiments verhindert Daniel Jackson in letzter Sekunde eine Explosion katastrophalen Ausmaßes und stirbt wenig später an den Folgen der Verstrahlung. Es stellt sich heraus, dass er durch seinen Tod aufgestiegen, d. h. in eine höhere Ebene der Existenz gewechselt ist. |           |                          |                     |                      |                                       |                  | |
| 110 | 22        | Das Geheimnis der Asgard | Revelations         | 17. Mai 2002         | 11. Sep. 2002                         | Martin Wood      | Joseph Mallozzi, Paul Mullie                                                                       |
| Anubis ist von der Ebene der Aufgestiegenen zurückgekehrt und hat einen Teil des Wissens behalten. Seine Schiffe sind dadurch denen der Asgard überlegen, was das Machtgleichgewicht in der Galaxie erheblich verschoben hat. SG-1 rettet eine Asgard-Wissenschaftlerin, welche kurz davor steht, das Reproduktionsproblem der Asgard zu lösen, aus der Belagerung durch Anubis. Thors Bewusstsein wird mit dem Bordcomputer von Anubis’ Schiff verbunden. |           |                          |                     |                      |                                       |                  | |

## Staffel 6 – Ein neues Gesicht (2002–2003, #111–132)
Die Handlung dieser Staffel ist auf die neuen Verbündeten ausgerichtet. Der beginnende actiongeladene Konflikt mit dem mächtigen Goa’uld Anubis und neue Gefahren wechseln mit älteren Handlungssträngen. Die Suche nach der Herkunft der Antiker zieht sich wie ein roter Faden durch die sechste Staffel. Sie wird vor allem durch die Gastauftritte Michael Shanks’ vorangetrieben.
Entgegen Michael Shanks’ Ausstiegserklärung während der fünften Staffel ist seine Rolle des Dr. Daniel Jackson in dieser Staffel sporadisch zu sehen. Seinen Platz in der Stammbesetzung als Wissenschaftler übernimmt Jonas Quinn, gespielt von Corin Nemec.
| Nr. (ges.) | Nr. (St.) | Deutscher Titel              | Originaltitel       | Erstausstrahlung USA | Deutschsprachige Erstausstrahlung (D) | Regie            | Drehbuch                                                         |
| --- | --------- | ---------------------------- | ------------------- | -------------------- | ------------------------------------- | ---------------- | ---------------------------------------------------------------- |
| 111 | 1         | Die Wiedergutmachung, Teil 1 | Redemption, part 1  | 7. Juni 2002         | 2. Apr. 2003                          | Martin Wood      | Robert C. Cooper                                                 |
| Mithilfe des Wissens, das er von seiner Zeit als aufgestiegenes Wesen behalten hat, hat Anubis eine Waffe entwickelt, die ein Wurmloch länger als die üblichen 38 Minuten offen halten kann und das Stargate am anderen Ende letztlich zur Explosion bringt. Damit greift er die Erde an. O’Neill und Carter versuchen, mit dem Prototyp der F-302, welches Hyperraumtechnik besitzt, zum nächsten Planeten mit Stargate zu fliegen, um die Asgard um Hilfe zu bitten. Der Versuch schlägt fehl und das Stargate lädt sich weiter auf. Unterdessen ist Teal'c auf einen Rebellenplaneten gereist, wo seine Frau im Sterben liegt (bereits gestorben ist).                                                                       |           |                              |                     |                      |                                       |                  |                                                                  |
| 112 | 2         | Die Wiedergutmachung, Teil 2 | Redemption, part 2  | 14. Juni 2002        | 2. Apr. 2003                          | Martin Wood      | Robert C. Cooper                                                 |
| Teal'c, Bra'tac und Rya'c fliegen zu dem Planeten, auf dem sich Anubis’ Waffe befindet. Auf der Erde wird währenddessen versucht, das Stargate mit dem Prototyp der F-302 weit genug von der Erde weg zu bringen, um der kommenden Explosion zu entgehen. Der Plan funktioniert: Der Prototyp und das Stargate explodieren weit entfernt von der Erde. Minuten später gelingt es Rya'c, die Waffe zu zerstören. Das Stargate der Russen wird für viel Geld gekauft/gemietet und ins SGC gebracht. Jonas Quinn wird Mitglied von SG-1. |           |                              |                     |                      |                                       |                  |                                                                  |
| 113 | 3         | Notlandung                   | Descent             | 21. Juni 2002        | 9. Apr. 2003                          | Peter DeLuise    | Joseph Mallozzi, Paul Mullie                                     |
| Ein unbesatztes Goa'uld Mutterschiff taucht in der Nähe der Erde auf. SG-1 geht mit zwei Wissenschaftlern und Jacob Carter an Bord. Es handelt sich um das Mutterschiff, in dessen Hauptspeicher sich Thors Gedächtnis befindet. Das Schiff stürzt in den Pazifik, Thors Gedächtnis kann jedoch vorher auf einem Speichermedium gerettet werden. |           |                              |                     |                      |                                       |                  |                                                                  |
| 114 | 4         | Virus aus dem Eis            | Frozen              | 28. Juni 2002        | 16. Apr. 2003                         | Martin Wood      | Robert C. Cooper                                                 |
| In der Antarktis taut SG-1 eine Antikerin, die einen Virus in sich trägt, auf. O’Neill erkrankt schwer und nur mit einem Tok'ra Symbiont hat er eine Chance auf Heilung. Die Antikerin stirbt, bringt vorher jedoch große Zweifel an der bisherigen wissenschaftlichen Lehre der Entstehung des Menschen. |           |                              |                     |                      |                                       |                  |                                                                  |
| 115 | 5         | In den Händen der Goa’uld    | Nightwalkers        | 12. Juli 2002        | 23. Apr. 2003                         | Peter DeLuise    | Joseph Mallozzi, Paul Mullie                                     |
| Eine ganze Kleinstadt wird von Goa'uld befallen. Carter, Teal'c und Jonas Quinn ermitteln und beseitigen schließlich die Gefahr. |           |                              |                     |                      |                                       |                  |                                                                  |
| 116 | 6         | Am Abgrund                   | Abyss               | 19. Juli 2002        | 23. Apr. 2003                         | Martin Wood      | Brad Wright                                                      |
| Der Tok'ra Symbiont führt O’Neill auf einen fremden Planeten, wo dieser in Gefangenschaft gerät und von Ba'al gefoltert wird. Der aufgestiegene Daniel Jackson besucht Jack in seiner Zelle, kann bzw. darf ihm jedoch nicht helfen. Nur durch einen von Daniel Jackson an die SG-1 Mitglieder übermittelten Plan gelingt O’Neill die Flucht. |           |                              |                     |                      |                                       |                  |                                                                  |
| 117 | 7         | Ein übermächtiger Feind      | Shadow Play         | 26. Juli 2002        | 7. Mai 2003                           | Peter DeLuise    | Joseph Mallozzi, Paul Mullie                                     |
| Die Regierung von Kelowna, Jonas Quinns Heimatnation auf dem Planeten Langara, sieht sich von ihren Nachbarstaaten bedroht und bittet das SGC um Hilfe in Form von Militärtechnologie und bietet im Gegenzug Naquadriah an. Der Handel kommt jedoch nicht zustande. |           |                              |                     |                      |                                       |                  |                                                                  |
| 118 | 8         | Wahre Helden                 | The other Guys      | 2. Aug. 2002         | 14. Mai 2003                          | Martin Wood      | Damian Kindler                                                   |
| SG-1 lässt sich absichtlich gefangen nehmen, um mit einem Tok'ra-Spion Kontakt aufzunehmen. Zwei nicht informierte, übereifrige Wissenschaftler starten eine Rettungsaktion und gefährden damit die Mission. Als der Tok'ra-Spion jedoch enttarnt und SG-1 „wirklich“ gefangen genommen wird, retten die beiden Wissenschaftler tatsächlich das Team. |           |                              |                     |                      |                                       |                  |                                                                  |
| 119 | 9         | Das Bündnis                  | Allegiance          | 9. Aug. 2002         | 21. Mai 2003                          | Peter DeLuise    | Peter DeLuise                                                    |
| Die Tok'ra müssen einen Stützpunkt evakuieren und suchen Schutz auf der Alpha-Basis. Dort befinden sich zu dem Zeitpunkt auch Menschen und freie Jaffa. Es kommt zum Streit zwischen Tok'ra und Jaffa, der eskaliert, als ein Jaffa ermordet aufgefunden wird. Es stellt sich heraus, dass ein getarnter Einzelkämpfer der Goa'uld, ihrem gemeinsamen Feind, der Mörder war, sodass das Verhältnis der Jaffa und Tok'ra zueinander gestärkt aus den Ereignissen hervorgeht. |           |                              |                     |                      |                                       |                  |                                                                  |
| 120 | 10        | Heilung                      | Cure                | 16. Aug. 2002        | 28. Mai 2003                          | Andy Mikita      | Damian Kindler                                                   |
| Auf dem Planeten Pangar haben die Menschen ein Medikament namens Tretonin, dass ihnen ein ausgezeichnetes Immunsystem beschert. Es wird jedoch aus Goa'uld-Symbionten gewonnen und macht lebenslang abhängig. |           |                              |                     |                      |                                       |                  |                                                                  |
| 121 | 11        | Prometheus                   | Prometheus          | 23. Aug. 2002        | 4. Juni 2003                          | Peter F. Woeste  | Joseph Mallozzi, Paul Mullie                                     |
| Eine Reporterin gelang an Geheiminformationen über den Bau des ersten großen Erdenraumschiffes Prometheus, sodass die Air Force sie mit einem Rundgang durch das Schiff ruhigstellen will. Die Filmcrew entpuppt sich jedoch als abtrünniges NID-Team unter Leitung von Colonel Simmons, das das in der Endmontage befindliche Schiff entführt. Es gelingt SG-1, das Schiff zurückzuerobern. |           |                              |                     |                      |                                       |                  |                                                                  |
| 122 | 12        | Unnatürliche Auslese         | Unnatural Selection | 4. Dez. 2002         | 11. Juni 2003                         | Andy Mikita      | Handlung: Robert C. Cooper, Brad Wright Schauspiel: Brad Wright  |
| Thor bittet SG-1 im Namen aller Asgard um Hilfe: Die Replikatoren sollten in einem Zeitverlangsamungsfeld gefangen werden, um den Asgard genug Zeit für eine Lösung des Problems zu verschaffen. Der Plan misslang jedoch und SG-1 soll den Fehler beheben. Da für die Replikatoren die Zeit schneller – statt wie geplant langsamer – verging, konnten sie sich technisch bedeutend weiterentwickeln und treten erstmals in Menschenform auf. Einer von ihnen ist Fünfter, dessen Mitgefühl SG-1 ausnutzt, um die Replikatoren letztlich doch in dem Zeitfeld festzuhalten. |           |                              |                     |                      |                                       |                  |                                                                  |
| 123 | 13        | Die Unsichtbaren             | Sight unseen        | 11. Dez. 2002        | 18. Juni 2003                         | Peter F. Woeste  | Ron Wilkerson                                                    |
| Ein mit auf die Erde gebrachtes Gerät verleiht den Menschen – zunächst nur im SGC – die Fähigkeit, harmlose insektenähnliche Wesen aus einer anderen Dimension zu sehen. Als auch Teile der Zivilbevölkerung die Wesen sehen können, droht ein Verlust der Geheimhaltung. Das Problem kann jedoch gelöst und die Erscheinungen mit der Inszenierung einer harmlosen Virusepidemie vertuscht werden. |           |                              |                     |                      |                                       |                  |                                                                  |
| 124 | 14        | Das Machtkartell             | Smoke and Mirrors   | 18. Dez. 2002        | 25. Juni 2003                         | Peter DeLuise    | Katharyn Powers                                                  |
| Senator Kinsey wird angeschossen und Jack O’Neill wird mit Überwachungsvideos zunächst als Täter identifiziert. Der Rest von SG-1 ermittelt und findet heraus, dass eine Gruppe abtrünniger NID-Mitarbeiter dahintersteckt, die Jack mit Hilfe eines außerirdischen Geräts (siehe Folge 3x14) imitiert haben. Die Gruppe wird letztlich identifiziert und festgenommen. |           |                              |                     |                      |                                       |                  |                                                                  |
| 125 | 15        | Das Verlorene Paradies       | Paradise Lost       | 8. Jan. 2003         | 2. Juli 2003                          | William Gereghty | Robert C. Cooper                                                 |
| Maybourne ist immer noch auf der Flucht, weil er wegen Verrat gesucht wird. Er wendet sich dennoch an das SGC mit einem Deal: Im Gegenzug für Amnestie will er den Standort einer geheimen Waffenkammer offenlegen, die der NID zuvor angeblich entdeckt hat. Es stellt sich heraus, dass Maybourne nur einen Weg gesucht hat, von der Erde zu entkommen, um auf einem anderen Planeten im Paradies zu leben. Dieser Ort stellt sich als tote Einöde heraus, in der O’Neill und Maybourne lange warten müssen, bis sie gerettet werden. Da Maybourne jetzt nicht mehr zurück zur Erde kann, bietet O’Neill ihm an, die Tok'ra zu bitten, einen netten Planeten für den dankbaren Maybourne zu finden.                           |           |                              |                     |                      |                                       |                  |                                                                  |
| 126 | 16        | Metamorphose                 | Metamorphosis       | 15. Jan. 2003        | 9. Juli 2003                          | Peter DeLuise    | Jacqueline Samuda, James Tichenor                                |
| Die Goa’uld Nirrti nimmt mithilfe einer Antikermaschine genetische Experimente an Menschen vor, um einen überlegenen Wirt und Krieger zu erschaffen. SG-1 erfährt davon und will sie aufhalten, gerät jedoch in Gefangenschaft und wird selbst zum Testsubjekt gemacht. Der Anführer des russischen Teams, Ivanov, stirbt an den Folgen der Experimente. Letztlich wird Nirrti getötet und die Maschine soll zerstört werden. |           |                              |                     |                      |                                       |                  |                                                                  |
| 127 | 17        | Enthüllung                   | Disclosure          | 22. Jan. 2003        | 16. Juli 2003                         | William Gereghty | Joseph Mallozzi, Paul Mullie                                     |
| Die Regierungen von China, Frankreich und dem Vereinigten Königreich werden über das Stargate-Programm informiert. Senator Kinsey versucht, sie davon zu überzeugen, dass das Stargate beim NID besser aufgehoben wäre, als bei der US Air Force. Thor kann die Vertreter der beteiligten Regierungen jedoch leicht davon überzeugen, dass General Hammond und die Air Force bestens dafür geeignet sind. Es ist ein erster Schritt hin zum IOA. |           |                              |                     |                      |                                       |                  |                                                                  |
| 128 | 18        | Gestrandet                   | Forsaken            | 29. Jan. 2003        | 23. Juli 2003                         | Andy Mikita      | Damian Kindler                                                   |
| SG-1 entdeckt während einer Routinemission ein abgestürztes Schiff und drei Menschen, die vorgeben, die Crew des Schiffes zu sein. Eine Gruppe einer anderen Rasse stellt die angebliche Crew als Feinde dar. SG-1 hilft, das Schiff zu reparieren, dann stellt sich jedoch heraus, dass es sich um einen abgestürzten Gefangenentransport handelt. Die angebliche Crew sind in Wirklichkeit Straftäter und die als feindlich bezeichnete Rasse die tatsächliche Crew. |           |                              |                     |                      |                                       |                  |                                                                  |
| 129 | 19        | Hilfe aus der Traumwelt      | The Changeling      | 5. Feb. 2003         | 30. Juli 2003                         | Martin Wood      | Handlung: Christopher Judge, Brad Wright Schauspiel: Brad Wright |
| Als Vorgeschichte zu der Episode gerieten Teal'c und Bra'tak in einen Hinterhalt, wobei Bra'taks Symbiont getötet wurde. Während sie nun am Schlachtfeld liegen und auf Rettung warten, hält Teal'c beide mit seinem eigenen Symbionten am Leben, den er abwechselnd ihnen beiden einsetzt. Der aufgestiegene Daniel Jackson beschäftigt Teal'cs Bewusstsein während dieser Zeit mit Träumen. Zurück im SGC stirbt der Symbiont und beide Jaffa beginnen, Tretonin (siehe Episode 6x10) als Ersatz zu nehmen. |           |                              |                     |                      |                                       |                  |                                                                  |
| 130 | 20        | Vergangenheit                | Memento             | 12. Feb. 2003        | 6. Aug. 2003                          | Peter DeLuise    | Damian Kindler                                                   |
| Während eines Testfluges mit der kürzlich fertiggestellten Prometheus fällt der Hyperantrieb aus und muss ausgestoßen werden, bevor er kurz danach explodiert. Die Bewohner des nahen Planeten Tagrea fühlen sich zunächst bedroht, zeigen sich jedoch zunehmend hilfsbereit. Zusammen mit den Einheimischen lokalisiert SG-1 das vergrabene Stargate des Planeten und besorgt so die nötigen Ersatzteile für die Reparatur der Prometheus von der Erde. |           |                              |                     |                      |                                       |                  |                                                                  |
| 131 | 21        | Jonas’ Visionen              | Prophecy            | 19. Feb. 2003        | 13. Aug. 2003                         | Will Waring      | Joseph Mallozzi, Paul Mullie                                     |
| Dank Nirrti (siehe Episode 6x16) wächst in Jonas’ Kopf eine Art Tumor, der ihm mehr oder weniger klare Zukunftsvisionen verschafft. Sie helfen SG-1 dabei, einen Planeten von dem Goa'uld Mot zu befreien. Da der Tumor Jonas jedoch letztlich töten würde, muss er entfernt werden und er verliert seine Fähigkeit, die Visionen wahrzunehmen. |           |                              |                     |                      |                                       |                  |                                                                  |
| 132 | 22        | Der Kreis schließt sich      | Full Circle         | 19. Feb. 2003        | 20. Aug. 2003                         | Martin Wood      | Robert C. Cooper                                                 |
| Der aufgestiegene Daniel warnt SG-1, dass Anubis auf Abydos das Auge des Ra, ein sehr mächtiges Artefakt, bergen will. SG-1 findet das Auge zuerst, übergibt es aber an Anubis, der dafür im Gegenzug ihr Leben und ganz Abydos verschonen will. Als Anubis entgegen seinem Versprechen Abydos zerstört, will Daniel ihn aufhalten, wird jedoch im letzten Moment von den anderen Aufgestiegenen daran gehindert. Eine große Flotte unter dem Kommando von Lord Yu greift Anubis Schiff an, scheitert aber katastrophal. Oma Desala bewahrt alle Bewohner von Abydos vor dem Tod und hilft ihnen, aufzusteigen. SG-1 kann entkommen und bringt eine Steintafel mit Hinweisen über eine verlorene Stadt der Antiker mit ins SGC. |           |                              |                     |                      |                                       |                  |                                                                  |

## Staffel 7 – Auf der Suche nach der Stadt der Antiker (2003–2004, #133–154)
Die verschiedenen Handlungen der Episoden dieser Staffel werden dominiert von der Suche nach der verlorenen Stadt Atlantis. Diese gipfelt schließlich in der gleichnamigen Doppelfolge, die als Vorbereiter für die Ableger-Serie Stargate Atlantis fungiert.
Nach der Rückkehr von Michael Shanks in der siebten Staffel verlässt Corin Nemec die Serie wieder. Des Weiteren verlässt Teryl Rothery in ihrer Rolle als Janet Fraiser die Serie – ihr Charakter stirbt. Im Staffelfinale wird General George Hammond versetzt und verlässt somit das Stargate-Center nach insgesamt sieben Jahren als dessen Kommandeur.
Bei der siebten Staffel erfolgte die deutschsprachige Erstausstrahlung erstmals nicht in Deutschland, sondern in Österreich auf ATV.
| Nr. (ges.) | Nr. (St.) | Deutscher Titel              | Originaltitel     | Erstausstrahlung USA | Deutschsprachige Erstausstrahlung (D) | Regie           | Drehbuch                                                              |
| --- | --------- | ---------------------------- | ----------------- | -------------------- | ------------------------------------- | --------------- | --------------------------------------------------------------------- |
| 133 | 1         | Alles auf eine Karte, Teil 1 | Fallen            | 13. Juni 2003        | 1. März 2004                          | Martin Wood     | Robert C. Cooper                                                      |
| Mithilfe der gefundenen Steintafel (siehe Episode 6x22) hat SG-1 auf einem Planeten eine verlassene Antiker-Stadt gefunden, die jedoch entgegen allen Hoffnungen nicht die eine gesuchte verlorene Stadt ist. Auf dem Planeten findet SG-1 Daniel Jackson, der wieder menschliche Form angenommen hat, jedoch sein Gedächtnis verloren hat und sich nur langsam zu erinnern beginnt. Anubis wird zu eben jener Stadt gelockt und die Energiequelle der neuen Superwaffe auf seinem Schiff zerstört. Dabei gerät Jonas in Gefangenschaft. Daniel konnte die Gefangennahme vermeiden, steckt jedoch ebenfalls auf Anubis Schiff fest. |           |                              |                   |                      |                                       |                 |                                                                       |
| 134 | 2         | Alles auf eine Karte, Teil 2 | Homecoming        | 13. Juni 2003        | 1. März 2004                          | Martin Wood     | Joseph Mallozzi, Paul Mullie                                          |
| Anubis zapft Jonas’ Erinnerungen an und erfährt so von dem enorm energiereichen Element Naquadriah auf Jonas’ Heimatplaneten Langara. Er fliegt umgehend dorthin und besetzt Teile der Oberfläche. Jonas und Daniel gelingt die Flucht vom Schiff. Ba’al wird über die Position und die gegenwärtige Schwäche von Anubis’ Schiff informiert und zerstört es mit seiner Flotte, Anubis kann jedoch in einer Rettungskapsel fliehen. Jonas kehrt zurück nach Langara, um zwischen den dortigen Nationen zu vermitteln. Daniel Jackson, dessen Erinnerungen kontinuierlich zurückkommen, tritt wieder SG-1 bei. |           |                              |                   |                      |                                       |                 |                                                                       |
| 135 | 3         | Der falsche Klon             | Fragile Balance   | 20. Juni 2003        | 8. März 2004                          | Peter DeLuise   | Handlung: Peter DeLuise, Michael Greenburg Schauspiel: Damian Kindler |
| Jack O’Neill wacht als Teenager wieder auf. Doch es stellt sich heraus, dass er ein Klon, hergestellt von dem abtrünnigen Asgard Loki, ist. Der Teenage-Klon lebt nach der Episode als normaler Bürger in den USA weiter und taucht nicht wieder in der Serie auf. |           |                              |                   |                      |                                       |                 |                                                                       |
| 136 | 4         | Orpheus                      | Orpheus           | 27. Juni 2003        | 8. März 2004                          | Peter DeLuise   | Peter DeLuise                                                         |
| Nachdem Teal’c verwundet wird, verliert er sein Selbstvertrauen und fühlt sich schwach, da er seit einiger Zeit ohne Symbiont leben muss. Zeitgleich hat Daniel böse Visionen von Bra’tac und Teal’cs Sohn. Diese gilt es von einem Sträflingsplaneten zu retten. Durch die Mission wird auch Teal’cs Selbstvertrauen wiederhergestellt. |           |                              |                   |                      |                                       |                 |                                                                       |
| 137 | 5         | Die Macht des Speichers      | Revisions         | 11. Juli 2003        | 15. März 2004                         | Martin Wood     | Joseph Mallozzi, Paul Mullie                                          |
| Ein Computersystem schützt die Bewohner eines Planeten durch ein Kraftfeld vor der giftigen Atmosphäre. Bedingt durch schleichenden Energieverlust wird das Kraftfeld jedoch stetig kleiner, was das Computersystem durch Tötung von einzelnen Menschen (Konkurrenten um Atemluft) ausgleicht. |           |                              |                   |                      |                                       |                 |                                                                       |
| 138 | 6         | Das Rettungsboot             | Lifeboat          | 18. Juli 2003        | 15. März 2004                         | Peter DeLuise   | Brad Wright                                                           |
| Es wird ein abgestürztes Schiff mit vielen Menschen in Stasiskammern gefunden. Alle Mitglieder von SG-1 werden kurz ohnmächtig. Da die Kammern Energie verlieren, geht das Bewusstsein von mehreren Personen, deren Körper gestorben sind, in Daniel über. SG-1 gelingt es, die Energiequelle des Schiffes wieder aufzuladen und so die restlichen Passagiere „aufzuwecken“. Daniel wird schließlich wieder Herr über seinen Körper, die Persönlichkeiten derer, die kurz in ihm wohnten, werden auf einen der Überlebenden übertragen. |           |                              |                   |                      |                                       |                 |                                                                       |
| 139 | 7         | Die Naquadah-Mine            | Enemy Mine        | 25. Juli 2003        | 22. März 2004                         | Peter DeLuise   | Peter DeLuise                                                         |
| Das US-Militär will eine von den Goa’uld verlassene Naquadah-Mine in Betrieb nehmen, um Rohstoffe für den Bau von Raumschiffen zu gewinnen. Für die einheimischen Unas ist die Mine jedoch ein heiliger Ort. Trotz der aggressiven Haltung des Militärs, bei der Unas in kleineren Scharmützeln sterben, gelingt es Daniel Jackson, ein Abkommen auszuhandeln: Die Menschen bleiben dem heiligen Ort fern und im Gegenzug betreiben die Unas die Mine für die Menschen, damit diese den gemeinsamen Feind (die Goa’uld) bekämpfen können. |           |                              |                   |                      |                                       |                 |                                                                       |
| 140 | 8         | Space-Rennen                 | Space Race        | 1. Aug. 2003         | 22. März 2004                         | Andy Mikita     | Damian Kindler                                                        |
| Warrick, der Captain der „Sebrus“ (siehe Episode 6x18), bietet dem SGC Technologie an im Gegenzug für Hilfe bei einem Weltraumrennen auf seiner Heimatwelt. Carter fliegt als Copilot mit. Sie gewinnen zwar nicht, aber das SGC bekommt dennoch einen fortschrittlichen Antrieb zu Studienzwecken zur Verfügung gestellt. |           |                              |                   |                      |                                       |                 |                                                                       |
| 141 | 9         | Avenger 2.0                  | Avenger 2.0       | 8. Aug. 2003         | 29. März 2004                         | Martin Wood     | Joseph Mallozzi, Paul Mullie                                          |
| Dr. Felger hat einen Computervirus entwickelt, der gezielt einzelne Stargates lahmlegen soll. Unmittelbar nach dem ersten Test greift Ba’al das Konzept auf und programmiert den Virus so um, dass er sich verbreitet und das gesamte Stargate-Netzwerk lahmlegt. Er hat dadurch einen militärischen Vorteil, weil er momentan die größte Flotte hat. Mit einer gefährlichen Mission gelingt es Carter und Felger, die Auswirkungen des Virus rückgängig zu machen. |           |                              |                   |                      |                                       |                 |                                                                       |
| 142 | 10        | Die Hak’tyl                  | Birthright        | 15. Aug. 2003        | 29. März 2004                         | Peter DeLuise   | Christopher Judge                                                     |
| Die Hak’tyl sind ein Stamm weiblicher Jaffa, die sich der Herrschaft des Goa’uld Moloc entzogen haben. Sie bitten SG-1 um Hilfe bei der Versorgung mit neuen Symbionten für ihre Kinder. Die Menschen bieten den Hak’tyl eine andere Alternative an: Tretonin. Nach anfänglichem Misstrauen gegenüber dem Medikament nehmen die Hak’tyl es schließlich an. Die Anführerin der Hak’tyl, Ishta und Teal’c verlieben sich ineinander und beginnen eine Beziehung. |           |                              |                   |                      |                                       |                 |                                                                       |
| 143 | 11        | Evolution, Teil 1            | Evolution, part 1 | 22. Aug. 2003        | 5. Apr. 2004                          | Peter DeLuise   | Handlung: Damian Kindler, Michael Shanks Schauspiel: Damian Kindler   |
| Ein scheinbar unverwundbarer Krieger sorgt für Unruhe: Anubis hat einen genetisch überlegenen Wirt gezüchtet, der zusammen mit der Stärke eines Goa’uld und einer extrem widerstandsfähigen Panzerung allen Energie- und Projektilwaffen – sogar C4 – trotzt. SG-1 kann einen dieser Krieger gefangen nehmen und erfährt von ihm den Planeten, auf dem er erschaffen wurde: „Tartarus“. Daniel Jackson vermutet, dass auf der Erde ein Gerät existiert, dessen Technologie eng mit der Erzeugung des sog. Supersoldaten zusammenhängt. Bei einer Expedition in Honduras machen er und Dr. Lee einen vielversprechenden Fund, werden jedoch von Banditen gefangen genommen. |           |                              |                   |                      |                                       |                 |                                                                       |
| 144 | 12        | Evolution, Teil 2            | Evolution, part 2 | 15. Dez. 2003        | 5. Apr. 2004                          | Peter DeLuise   | Handlung: Damian Kindler, Michael Shanks Schauspiel: Damian Kindler   |
| Carter, Selmak/Jacob, Bra’tak und Teal’c starten eine Erkundungsmission zum Heimatplaneten des Supersoldaten. Sie entdecken, dass Anubis bereits über mehrere Tausend dieser Krieger verfügt. Sie sprengen ein Labor, um die weitere „Produktion“ zu verzögern und können wieder entkommen. Währenddessen werden Daniel Jackson und Dr. Lee von den Banditen gefoltert/verhört. Es gelingt dem Anführer der Banditen, das Gerät, das die beiden Wissenschaftler kurz zuvor gefunden hatten, zu aktivieren. Es macht die Menschen in seiner Umgebung stärker und kann sogar Tote wiederbeleben. O’Neill begibt sich zusammen mit einem ehemaligen Kameraden nach Honduras, um Daniel Jackson und Dr. Lee aus den Händen der Banditen zu befreien, was ihnen auch gelingt. |           |                              |                   |                      |                                       |                 |                                                                       |
| 145 | 13        | Grace                        | Grace             | 6. Jan. 2004         | 12. Apr. 2004                         | Peter F. Woeste | Damian Kindler                                                        |
| Die Prometheus ist wieder auf dem Heimweg (siehe 6x20). Ein unbekanntes Schiff greift die Prometheus an, welche in eine Gaswolke flüchtet. Carter wird bei dem Gefecht am Kopf verletzt. Alle Crewmitglieder außer ihr werden auf das feindliche Schiff teleportiert. Carter beginnt zu halluzinieren und muss alle Kräfte zusammen nehmen, um einen Weg zu finden, aus der Wolke zu entkommen, welche den Antrieb stört. Es gelingt ihr schließlich und da das feindliche Schiff dasselbe Problem hat, wird ein Nicht-Angriffs-Abkommen geschlossen und die Crew zurück an Bord gebracht. Währenddessen gestehen sich Carter und O’Neill getrennt voneinander vor sich selbst ein, in den jeweils anderen verliebt zu sein. |           |                              |                   |                      |                                       |                 |                                                                       |
| 146 | 14        | Kiannas Symbiont             | Fallout           | 13. Jan. 2004        | 12. Apr. 2004                         | Martin Wood     | Corin Nemec, Joseph Mallozzi, Paul Mullie                             |
| Auf Langara wird entdeckt, dass Naquadriah vor langer Zeit künstlich bei der Umwandlung von Naquadah entstand. Ein Bombentest der jüngeren Vergangenheit hat diese Reaktion erneut gestartet, diesmal aber als Kettenreaktion, die den Planeten in Kürze zerstören wird. Carter, Jonas, Teal’c und ein Spion von Ba’al, der mehr oder weniger bereitwillig hilft, starten mit einem riesigen Bohrer eine Expedition tief ins Innere des Planeten und können die Kettenreaktion erfolgreich stoppen. |           |                              |                   |                      |                                       |                 |                                                                       |
| 147 | 15        | Daniels Träume               | Chimera           | 20. Jan. 2004        | 19. Apr. 2004                         | Will Waring     | Handlung: Robert C. Cooper Schauspiel: Damian Kindler                 |
| Carter entwickelt eine Beziehung zu dem Polizisten Pete Shanahan. Währenddessen begibt sich Osiris, die für Anubis arbeitet, nachts in Daniels Haus, um ihm im Traum die Adresse der verlorenen Stadt zu entlocken, die sie in seinem Unterbewusstsein vermutet. SG-1 erfährt von Osiris’ Plan und kann sie gefangen nehmen, woraufhin der Symbiont entfernt und ihr Wirt befreit wird. Carter weiht Pete in die Geheimnisse des SGC ein. |           |                              |                   |                      |                                       |                 |                                                                       |
| 148 | 16        | Bote des Todes               | Death Knell       | 27. Jan. 2004        | 19. Apr. 2004                         | Peter DeLuise   | Peter DeLuise                                                         |
| Auf der Alpha-Basis konnten die Tok’ra und Carter aus dem in Honduras gefundenen Gerät (siehe 7x11) eine Handfeuerwaffe entwickeln, die Anubis’ neue Soldaten töten kann. Die Basis wird kurz darauf von Anubis angegriffen. Carter und der Prototyp der Waffe überstehen den Angriff, die Allianz aus Tok’ra, Menschen und freien Jaffa bröckelt jedoch, sodass die drei Parteien vorübergehend getrennte Wege gehen wollen. |           |                              |                   |                      |                                       |                 |                                                                       |
| 149 | 17        | Helden, Teil 1               | Heroes, part 1    | 3. Feb. 2004         | 26. Apr. 2004                         | Andy Mikita     | Robert C. Cooper                                                      |
| Der scheidende Präsident hat einem Kamerateam erlaubt, eine Dokumentation über das SGC zu drehen, die eventuell irgendwann gezeigt werden kann. Alle Mitarbeiter des SGC fühlen sich von dem Team genervt. Währenddessen wird ein SG-Team, das interessante Antiker-Ruinen entdeckt hatte, von Jaffa angegriffen. General Hammond schickt unter anderem SG-1 und Dr. Fraiser als Verstärkung. |           |                              |                   |                      |                                       |                 |                                                                       |
| 150 | 18        | Helden, Teil 2               | Heroes, part 2    | 10. Feb. 2004        | 26. Apr. 2004                         | Andy Mikita     | Robert C. Cooper                                                      |
| Es tobt ein erbittertes Feuergefecht. Während sie einen angeschossenen Soldaten versorgt, wird Dr. Fraiser tödlich getroffen. Daniel, der eigentlich die letzten Worte des Soldaten filmen wollte, filmt zufällig ihren Tod. Richard Woolsey vom NID wird geschickt, um einen Bericht über die Umstände ihres Todes zu verfassen. Im Nachhinein ändern die Mitarbeiter des SGC ihre Haltung zum Kamerateam und unterstützen die Dokumentation, damit ein angemessenes Porträt der lebensgefährlichen Arbeit entstehen kann, die im SGC täglich geleistet wird. Der von Fraiser behandelte Soldat überlebt dank ihr und nennt seine neugeborene Tochter Janet, nach Fraiser. |           |                              |                   |                      |                                       |                 |                                                                       |
| 151 | 19        | Anna                         | Resurrection      | 17. Feb. 2004        | 3. Mai 2004                           | Amanda Tapping  | Michael Shanks                                                        |
| Eine abtrünnige NID-Gruppe hat künstlich einen Menschen, genannt Anna, mit dem genetisch überlieferten Wissen der Goa’uld gezüchtet, um an eben jenes Wissen zu kommen. Alle Versuche scheitern. Anna bricht aus und erschießt alle Anwesenden außer Keffler, welcher das Projekt leitete. SG-1 wird eingeschaltet, um den Fall aufzuklären. Die Goa’uld in Anna hat eine Naquadahbombe aktiviert, die Dr. Lee jedoch entschärfen kann. Anna entkommt ein weiteres Mal, erschießt auch Keffler und begeht anschließend Selbstmord. |           |                              |                   |                      |                                       |                 |                                                                       |
| 152 | 20        | Der Neue Präsident           | Inauguration      | 24. Feb. 2004        | 3. Mai 2004                           | Peter F. Woeste | Joseph Mallozzi, Paul Mullie                                          |
| Der neue US-Präsident Hayes hat seinen ersten Tag. Nach dem Stargate-Briefing drängen ihn sein Vizepräsident (der ehem. Senator Kinsey) und Mr. Woolsey, die Führung vom SGC auszutauschen. Sie begründen dies mit angeblichen Fehlverhalten von Hammond und SG-1. Als Kinsey gegenüber Woolsey andeutet, den Präsidenten notfalls aus dem Weg zu schaffen, wechselt Woolsey die Seiten: Er leitet belastendes Material über Kinseys Verstrickung mit den illegalen Operationen des NID, das er von Hammond erhält, an den Präsidenten weiter, um Kinsey zurückzudrängen. |           |                              |                   |                      |                                       |                 |                                                                       |
| 153 | 21        | Die verlorene Stadt – Teil 1 | Lost City: Part 1 | 2. März 2004         | 10. Mai 2004                          | Martin Wood     | Brad Wright, Robert C. Cooper                                         |
| Daniel Jackson findet in einem alten Text die Adresse eines Planeten, auf dem es ein Exemplar der Antikerdatenbank gibt. SG-1 findet sie, aber Anubis’ angreifende Truppen zwingen O’Neill dazu, das Wissen (erneut) in sein Gehirn zu laden (siehe 2x15). Anschließend wird die Datenbank gesprengt. O’Neills Körper wird sich jetzt (erneut) dem der Antiker annähern, um all das Wissen zu verkraften. Währenddessen wird General Hammond auf Anordnung des neuen Präsidenten hin die Leitung des SGC entzogen und Dr. Elisabeth Weir, einer Zivilistin, übergeben. SG-1 erfährt, dass Anubis binnen drei Tagen die Erde angreifen wird. |           |                              |                   |                      |                                       |                 |                                                                       |
| 154 | 22        | Die verlorene Stadt – Teil 2 | Lost City: Part 2 | 9. März 2004         | 10. Mai 2004                          | Martin Wood     | Brad Wright, Robert C. Cooper                                         |
| O’Neills Verwandlung beginnt. Sein Unterbewusstsein offenbart die Adresse eines Planeten, auf dem die verlorene Stadt der Antiker (inkl. mächtiger Waffen) vermutet wird. Dort findet SG-1 jedoch nur einen kleinen Außenposten vor. Sie bringen die dortige Energiequelle (genannt ZPM) zurück zur Erde, wo Anubis’ Flotte begonnen hat, gezielt die Informationsinfrastruktur der Erde und einige Militäreinheiten zu zerstören. Geschützt von Prometheus und F-302s legt SG-1 unter dem Eis der Antarktis einen weiteren Antikeraußenposten frei. Während an der Oberfläche ein heftiger Luftkampf tobt, aktiviert O’Neill mit Hilfe der mitgebrachten Energiequelle eine Waffenplattform, die mittels Antikerdrohnen Anubis’ Flotte zerstört, wobei zwar Anubis’ Körper, nicht aber sein Geist, vernichtet wird. Anschließend begibt sich der erschöpfe O’Neill in eine Stasiskammer. |           |                              |                   |                      |                                       |                 |                                                                       |

## Staffel 8 – In die Zukunft und wieder zurück (2004–2005, #155–174)
Die 8. Staffel verläuft chronologisch parallel zur 1. Staffel von Stargate Atlantis, jedoch sind die ersten 2 Folgen Vorgeschichte zu Stargate Atlantis.
In der achten Staffel werden sowohl die Goa’uld als auch die Replikatoren besiegt. Gleich in der zweiten Folge wird Jack O’Neill zum Brigadier General und zum Oberkommandierenden des Stargate-Projekts befördert.
Die deutschsprachige Erstausstrahlung der achten Staffel erfolgte ebenfalls in Österreich auf ATV ab 13. Juni 2005. RTL II zeigte die 8. Staffel ab dem 31. August 2005 in Deutschland.
Die Folge Möbius wurde in Deutschland aus Möbius I und II zusammengeschnitten. Diese Folge liegt erneut parallel zu Stargate Atlantis: Es wurde ein ZPM für eine Wurmlochverbindung nach Atlantis organisiert. Unmittelbar danach trifft in Atlantis Verstärkung ein.
| Nr. (ges.) | Nr. (St.) | Deutscher Titel                | Originaltitel        | Erstausstrahlung USA | Deutschsprachige Erstausstrahlung (D) | Regie            | Drehbuch                                                       |
| --- | --------- | ------------------------------ | -------------------- | -------------------- | ------------------------------------- | ---------------- | -------------------------------------------------------------- |
| 155 | 1         | Neue Machtverhältnisse, Teil 1 | New Order, part 1    | 9. Juli 2004         | 13. Juni 2005                         | Andy Mikita      | Joseph Mallozzi, Paul Mullie                                   |
| Carter und Teal’c begeben sich nach Hala, den ehem. Heimatplaneten der Asgard, wo die Replikatoren in einem Zeitverzögerungsfeld festsitzen (siehe 6x12). Sie hoffen, dort einen Asgard-Wachposten anzutreffen, der O’Neill retten kann (siehe 7x22). Sie stoßen auf Thor und werden Zeugen, wie ein aus Replikatoren bestehendes Schiff – kontrolliert von Fünfter – Carter entführt und in Richtung Orilla, der neuen Asgard-Heimatwelt aufbricht. Fünfter foltert Carter als Bestrafung für deren Betrug (6x12). Im Orbit um Orilla angekommen, wird das Replikatorenschiff von der versammelten Asgardflotte zerstört. Bruchstücke fallen auf den Planeten und beginnen, die Asgardsysteme zu übernehmen. Carter und Fünfter landen ebenfalls auf dem Planeten. Währenddessen bieten einige Systemlords dem SGC Verhandlungen über einen Nicht-Angriffs-Pakt an, um zusammen den immer mächtiger werdenden Ba’al zu bekämpfen. Daniel kommt dahinter, dass dies nur eine List ist und eine Goa’uld-Flotte auf dem Weg zur Erde ist, um deren neue Verteidigung in Antarktika (7x22) zu testen. Die Anlage ist jedoch inaktiv, da niemand außer O’Neill weiß, wie man sie bedient, und die Energiequelle (ZPM) erschöpft ist. |           |                                |                      |                      |                                       |                  |                                                                |
| 156 | 2         | Neue Machtverhältnisse, Teil 2 | New Order, part 2    | 9. Juli 2004         | 13. Juni 2005                         | Andy Mikita      | Robert C. Cooper                                               |
| Die Prometheus erwartet im Erdorbit den Angriff der Goa’uld. Es erscheint jedoch nur Thors Schiff, die Daniel Jackson, mit Thor und Teal'c an Bord. Ba’al hatte die Angriffsflotte der restlichen Systemlords zuvor abgefangen und zerstört. Die auf der Erde befindlichen Systemlords sind vom Auftauchen der Asgard beeindruckt und werden freigelassen (Kamulus bleibt zurück und erbittet Asyl). Thor holt den in Stasis befindlichen O’Neill (7x22) auf sein Schiff und verbindet sein Bewusstsein mit dem Schiffscomputer, sodass O’Neill mithilfe des Antikerwissens eine wirksame Waffe gegen die Replikatoren konstruieren kann. Mit dieser Waffe wird die Invasion auf Orilla abgewehrt. Fünfter lässt Carter auf dem Planeten frei und flieht mit einem kleinen Replikatorenschiff. Dr. Weir wird die Leitung des Antarktika-Stützpunktes übertragen, Hammond befördert und ins Pentagon versetzt, Carter zum Lieutenant Colonel befördert und O’Neill übernimmt als Brigadier General die Leitung des SGC. An Bord seines Schiffes erschafft Fünfter einen Menschenformreplikator mit dem Aussehen von Carter. |           |                                |                      |                      |                                       |                  |                                                                |
| 157 | 3         | Colonel Vaselov                | Lockdown             | 23. Juli 2004        | 20. Juni 2005                         | Will Waring      | Joseph Mallozzi, Paul Mullie                                   |
| Die körperlose Form von Anubis hat die Schlacht über Antarktika (7x22) überlebt. Da jede Anwendung seiner Kräfte aus seiner Zeit als Aufgestiegener die anderen Aufgestiegenen auf den Plan rufen würde, übernimmt er die Kontrolle von menschlichen Körpern um, letztlich durch das Stargate auf seine Heimatwelt zu entkommen. Im SGC bemerkt man seinen Plan und O’Neill ordnet die Abriegelung der Basis an. Es gelingt Carter, Anubis im Körper vom Russen Colonel Vaselov durch eine List auf einen Eisplaneten ohne Wählgerät zu schicken, wo er nun vorerst festsitzt. |           |                                |                      |                      |                                       |                  |                                                                |
| 158 | 4         | Stunde der Bewährung           | Zero Hour            | 30. Juli 2004        | 20. Juni 2005                         | Peter Woeste     | Robert C. Cooper                                               |
| General O’Neill erlebt seine ersten Tage als Kommandeur des SGC. Dabei geht SG-1 kurzzeitig verloren und eine extrem schnell wachsende Pflanze legt vorübergehend das SGC lahm. Kamulus wird an Ba'al übergeben. O’Neill spielt mit dem Gedanken, von seinem neuen Posten zurückzutreten, verwirft diesen Gedanken jedoch wieder. |           |                                |                      |                      |                                       |                  |                                                                |
| 159 | 5         | Soren                          | Icon                 | 6. Aug. 2004         | 27. Juni 2005                         | Peter F. Woeste  | Damian Kindler                                                 |
| Die Ankunft der Menschen von der Erde verursacht auf einem fremden Planeten, der von zwei sich feindlich gegenüberstehenden Supermächten dominiert wird, in einer der beiden Nationen einen Bürgerkrieg, der in einen gewaltigen Schlagabtausch zwischen beiden Supermächten mündet. Daniel wird vom Stargate abgeschnitten und muss sich verstecken, während religiöse Fanatiker unter ihrem Anführer Soren die Kontrolle über die Überreste der einen Nation übernehmen. Durch einen kombinierten Angriff des SGC und den einheimischen Widerstand kann Soren wieder entmachtet werden. |           |                                |                      |                      |                                       |                  |                                                                |
| 160 | 6         | Avatar                         | Avatar               | 13. Aug. 2004        | 27. Juni 2005                         | Martin Wood      | Damian Kindler                                                 |
| Das SGC testet ein Trainingsprogramm, welches in einer virtuellen Realität simuliert wird. Teal’c bleibt in dieser immer schwieriger werdenden Simulation gefangen. Er kann nur durch einen zusätzlichen Spieler gerettet werden, da sich das System erst abschaltet und die Testpersonen freigibt, wenn das Szenario erfolgreich abgeschlossen wurde. |           |                                |                      |                      |                                       |                  |                                                                |
| 161 | 7         | Affinität                      | Affinity             | 20. Aug. 2004        | 4. Juli 2005                          | Peter DeLuise    | Peter DeLuise                                                  |
| Teal’c lebt mittlerweile in einer Wohnung außerhalb des SGC. Dort fällt er immer wieder durch gelebte Zivilcourage auf, was der Air Force im Hinblick auf die Geheimhaltung seiner Identität Sorgen bereitet. Daniel Jackson wird von ehemaligen NID-Agenten (TRUST) gezwungen, einen Antikertext zu übersetzten, der der Gruppe letztlich Zugang zu etwas verschafft (siehe 8x10). Die Gruppe verfügt außerdem über Asgard-Transportertechnologie. Ihr Freund Pete Shanahan (siehe 7x15) macht Carter einen Heiratsantrag, den sie nach mehrwöchigem Zögern annimmt. |           |                                |                      |                      |                                       |                  |                                                                |
| 162 | 8         | Colson                         | Covenant             | 27. Aug. 2004        | 4. Juli 2005                          | Martin Wood      | Ron Wilkerson                                                  |
| Der Großindustrielle und Multimilliardär Alec Colson hat Satellitenfotos von der Schlacht über Antarktika (siehe 7x22) und einen Asgard-Klon. Er geht mit beidem an die Öffentlichkeit und will die US-Regierung so zwingen, die Wahrheit über Außerirdische zu veröffentlichen. Der TRUST versucht, Colson umzubringen, um ihn zum Schweigen zu bringen. Die Air Force hat das gleiche Ziel, geht aber behutsamer vor: Sie nimmt ihn mit auf die Alpha-Basis und erläutert ihm die Gefahr, in der die Erde sich befindet. Letztlich lenkt Colson ein und die Enthüllung wird als Fälschung abgestempelt. |           |                                |                      |                      |                                       |                  |                                                                |
| 163 | 9         | Die Vertreibung                | Sacrifices           | 10. Sep. 2004        | 11. Juli 2005                         | Andy Mikita      | Christopher Judge                                              |
| Die Heimatwelt der Hak’tyl (7x10) wurde möglicherweise von Moloc entdeckt, sodass die Hak’tyl evakuiert werden und vorübergehend im SGC unterkommen. Teal’cs Sohn, Rya’k, plant seine Hochzeit mit einer Hak’tyl-Kriegerin – Teal’c missfällt dies zunächst. Ein Treffen mit Jaffa-Rebellen entpuppt sich als Falle von Moloc, die viele Rebellen das Leben kostet. Teal’c, der den Hinterhalt überlebt hat, gelingt es schließlich, Moloc mit Unterstützung vom SGC zu töten. Teal’c gibt Rya’k schließlich seinen Segen für die Hochzeit. |           |                                |                      |                      |                                       |                  |                                                                |
| 164 | 10        | Endspiel                       | Endgame              | 17. Sep. 2004        | 11. Juli 2005                         | Peter DeLuise    | Joseph Mallozzi, Paul Mullie                                   |
| Mithilfe einer undichten Stelle in Area-51 und Daniels Übersetzung (siehe 8x07) gelingt es dem TRUST, an Osiris’ umhertreibendes Schiff in der Erdumlaufbahn (siehe 7x15) zu kommen. Mit dessen Transportertechnologie stehlen sie das Erd-Stargate und beginnen, Goa’uld-Planeten mit einem Symbiontengift anzugreifen, wobei die Kollateralschäden unter den Jaffa in die Millionen gehen. Mithilfe von Teal’c, Carter und Daniel, die an Bord des Schiffes gelangen, kann das Tor zurückgebeamt werden. Mitglieder des TRUST entkommen jedoch mitsamt dem Schiff. |           |                                |                      |                      |                                       |                  |                                                                |
| 165 | 11        | Gemini                         | Gemini               | 14. Dez. 2004        | 18. Juli 2005                         | Will Waring      | Peter DeLuise                                                  |
| Der Menschenformreplikator mit dem Aussehen von Carter (siehe 8x02) nimmt Kontakt mit der Erde auf. Angeblich hat Fünfter es geschafft, sich und die Replikatoren gegen die Antiker-Waffe (siehe 8x02) zu immunisieren und plant nun die Galaxie zu erobern. Der Replikator gibt vor, mit Carter zusammenzuarbeiten, um die Waffe anzupassen. Er betrügt jedoch sowohl die Menschen als auch Fünfter. Anstatt die in Wirklichkeit funktionierende Waffe zu verbessern, analysiert der Replikator sie, um sich selbst und alle anderen Replikatoren immun dagegen zu machen. Er vernichtet Fünfter und entkommt als der neue Anführer der Replikatoren, gegen die die Menschen nun keine wirksame Waffe mehr haben. |           |                                |                      |                      |                                       |                  |                                                                |
| 166 | 12        | Vala                           | Prometheus Unbound   | 21. Dez. 2004        | 18. Juli 2005                         | Andy Mikita      | Damian Kindler                                                 |
| Die Prometheus ist auf dem Weg in die Pegasus-Galaxie, da seit Missionsbeginn keine Nachricht von der Atlantis-Expedition eintraf. Wegen eines Hilferufs wird der Hyperraum verlassen; sie finden ein durch einen Kampf beschädigtes Goa’uld-Raumschiff vor. Während der Erkundung des Schiffes durch SG-3 transportiert sich ein Supersoldat, der immun gegen alle Waffen ist, auf die Prometheus. Der Krieger betäubt alle Wachen und teleportiert die gesamte Besatzung, außer Daniel, auf das Goa’uld-Schiff. Bei dem Superkrieger handelt es sich um Vala Mal Doran, die das Schiff entführt und verkaufen will. Es gelingt Daniel, das Schiff zurückzuerobern. Aufgrund der erlittenen Schäden muss die Prometheus wieder zur Erde zurückkehren. Vala gelingt die Flucht. |           |                                |                      |                      |                                       |                  |                                                                |
| 167 | 13        | König Arkhan                   | It’s good to be King | 4. Jan. 2005         | 25. Juli 2005                         | William Gereghty | Michael Greenburg, Peter DeLuise, Joseph Mallozzi, Paul Mullie |
| Bedrängt von Ba’al will der Goa’uld Ares einen Planeten wieder in Besitz nehmen, auf dem die Tok’ra vor zwei Jahren Harry Maybourne, der dort mittlerweile als König herrscht, ausgesetzt haben (siehe 6x15). SG-1 versucht, Maybourne auf die Erde zurückzuholen, bevor er in die Hände des Feindes fällt. Dabei entdecken sie ein Antiker-Raumschiff („Puddle-Jumper“), in dem eine Zeitmaschine eingebaut ist. Mit diesem Jumper gelingt es O’Neill, Ares zu vernichten. Maybourne beschließt, auf dem Planeten zu bleiben. |           |                                |                      |                      |                                       |                  |                                                                |
| 168 | 14        | Konfrontation                  | Full Alert           | 11. Jan. 2005        | 25. Juli 2005                         | Andy Mikita      | Joseph Mallozzi, Paul Mullie                                   |
| Der Trust wurde von den Systemlords übernommen, um durch die weitreichenden Beziehungen einen Atomkrieg ohne Sieger auf der Erde auszulösen. Ziel ist es, hinterher die Antikerwaffe auf Antarktika zu erbeuten. Auch Senator Kinsey und der russische Verteidigungsminister dienen nun als Wirt für Goa’uld. Mit Hilfe von Carter und Colonel Chekov gelingt es O’Neill, den russischen Präsidenten zum Einlenken zu bewegen und das Vorgehen seines Verteidigungsministers zu unterbinden. Der Goa’uld in Kinsey kann entkommen, bevor das getarnte Schiff des Trust zerstört wird. |           |                                |                      |                      |                                       |                  |                                                                |
| 169 | 15        | Joe                            | Citizen Joe          | 18. Jan. 2005        | 1. Aug. 2005                          | Andy Mikita      | Robert C. Cooper                                               |
| Der Zivilist Joe Spencer kommt durch Zufall an einen Antiker-Kommunikationsstein, der bei einer Ausgrabung in Ägypten gefunden wurde. Im SGC lagert ein Gegenstück zu dem Stein im Archiv. Durch die Verbindung, die zwischen den Steinen besteht, sieht Joe immer wieder Ausschnitte aus O’Neills Leben. Zunächst erzählt Joe diese Geschichten nur seinen Freunden. Er wird aber langsam besessen von ihnen, sodass sein Privatleben in die Brüche geht. Schließlich sucht er O’Neill auf und erhält so die Bestätigung, nicht verrückt zu sein. |           |                                |                      |                      |                                       |                  |                                                                |
| 170 | 16        | Abrechnung, Teil 1             | Reckoning, part 1    | 25. Jan. 2005        | 1. Aug. 2005                          | Peter DeLuise    | Damian Kindler                                                 |
| Anubis hat seine Niederlage (7x21+22) überlebt und ist nun zwischen der körperlichen Form und der Form eines Aufgestiegenen gefangen. Ba‘al dient ihm als Heerführer. Die Replikatoren unter der Führung der Menschenformreplikator Carter (8x02) überrennen die Milchstraße und fügen Ba’als Truppen schwere Niederlagen zu. Während eines Angriffs der freien Jaffa auf die Systemlords wird Daniel von der Menschenformreplikator Carter entführt. Sie will auf Wissen in Daniels Unterbewusstsein zugreifen, in dem eine Möglichkeit, sie zu vernichten, gespeichert sein könnte. Sie findet heraus, dass sich auf dem Planeten Dakara, dem heiligsten Ort der Jaffa, eine Antikerwaffe befindet, die sowohl alle Replikatoren, als auch alles biologische Leben der Galaxie auslöschen kann. Währenddessen erobern die freien Jaffa um Teal’c und Bra’tak Dakara, um die Allmacht der Goa’uld endgültig zu widerlegen und damit noch mehr Jaffa zum Überlaufen zu motivieren. Anubis hatte damit gerechnet und will nun alle auf Dakara konzentrierten freien Jaffa vernichten. Ba’al vermutet, dass Anubis außerdem die dortige Antikerwaffe benutzen will, um alles Leben in der Galaxie zu vernichten und nach seiner Vorstellung neu zu erschaffen, und bittet das SGC um Hilfe, die Waffe vor der Ankunft seiner Truppen zu vernichten, damit sie nicht in Anubis’ Hände fällt. Carter und Thor arbeiten an einer Neuauflage der Anti-Replikator-Waffe, die zuvor ihre Wirksamkeit verloren hatte (8x11). Es gelingt zunächst, doch bereits nach dem ersten erfolgreichen Angriff passen sich die Replikatoren erneut an. Thors Schiff wird von den Replikatoren übernommen. In letzter Minute bringt er Carter zurück auf die Erde und versucht, sein Schiff noch so weit wie möglich von der Erde wegzusteuern. |           |                                |                      |                      |                                       |                  |                                                                |
| 171 | 17        | Abrechnung, Teil 2             | Reckoning, part 2    | 1. Feb. 2005         | 8. Aug. 2005                          | Peter DeLuise    | Damian Kindler                                                 |
| Carter und Jacob suchen und finden auf Dakara die Antikerwaffe. Sie weist Ähnlichkeiten mit der Anti-Replikator-Waffe auf. Währenddessen bohrt Replikator-Carter weiter in Daniels Unterbewusstsein. Ba’als Flotte erreicht Dakara, zögert jedoch. Er kann schließlich überredet werden, beim Einsatz der Waffe gegen die Replikatoren zu helfen, indem er ein Stargate so manipuliert, dass es alle anderen Tore gleichzeitig anwählt. So sollen alle Replikatoren auf einmal getroffen werden. Derweil gelangen Replikatoren ins SGC und nach Dakara, an beiden Schauplätzen scheinen sie zu gewinnen. Nachdem Daniel kurz die Oberhand in dem mentalen Duell mit Replikator-Carter erlangt hatte, wird er von dieser getötet. Schließlich gelingt es, die Waffe richtig zu konfigurieren und abzufeuern – alle Replikatoren werden vernichtet. In dem Chaos der Schlacht gelingt es den freien Jaffa, Ba’als Schiffe zu übernehmen. Ba’al selbst kann jedoch entkommen. |           |                                |                      |                      |                                       |                  |                                                                |
| 172 | 18        | Jim                            | Threads              | 8. Feb. 2005         | 8. Aug. 2005                          | Andy Mikita      | Robert C. Cooper                                               |
| Oma Desala stellt Daniel erneut vor die Wahl, sich beim Aufstieg helfen zu lassen. Derweil ist Anubis mit seiner verbleibenden Streitmacht auf dem Weg nach Dakara, um die Waffe zu benutzen. Teal’c und Bra’tak werden zu Anführern aller Jaffa ernannt. Sowohl Carters Beziehung zu Pete Shanahan (7x15) als auch O’Neills kurze Beziehung zu einer CIA-Agentin scheitern an ihrer unterdrückten Liebe zueinander. Daniel erfährt, dass Anubis Oma Desala ausgetrickst hatte, sodass diese ihm beim Aufstieg half. Als Strafe muss sie nun bei der Vernichtung allen Lebens in der Galaxie tatenlos zusehen. Selmak, der Tok’ra in Jacob Carter, stirbt und zieht auch Jacob mit in den Tod. Anubis gelingt es, die Waffe zu erobern – kurz bevor er sie einsetzt, beginnt Oma Desala einen Kampf mit Anubis, dessen Ausgang unbekannt bleibt. Seine Truppen sind jedoch plötzlich orientierungslos und werden besiegt. Daniel kehrt erneut als Mensch auf die Erde zurück. |           |                                |                      |                      |                                       |                  |                                                                |
| 173 | 19        | Möbius, Teil 1                 | Moebius, part 1      | 15. Feb. 2005        | 22. Aug. 2005                         | Peter DeLuise    | Joseph Mallozzi, Paul Mullie, Brad Wright, Robert C. Cooper    |
| Daniel entdeckt, dass 3000 vor Christus ein ZPM im alten Ägypten war. Ra hat es jedoch bei seiner durch eine Rebellion ausgelösten Flucht mitgenommen. Das Team reist mit dem modifizierten Puddle Jumper (8x13) in die Vergangenheit und kann das ZPM noch vorher unbemerkt entwenden. Ras Truppen entdecken jedoch den Jumper, sodass sie festsitzen. Zurück in der Gegenwart ist einiges verändert: Es gibt kein SGC und O’Neill, Carter und Daniel gehen langweiligen Jobs außerhalb der Air Force nach. Die Air Force entdeckt jedoch ein Videoband, das SG-1 5000 Jahre zuvor aufgenommen hatte. Es enthält Informationen über SG-1 und das Stargate-Projekt. Carter und Daniel werden daraufhin für das neue Projekt angeworben, O’Neill weigert sich. Das Stargate aus Ägypten konnte nicht gefunden werden. Mittlerweile wurde jedoch der Jumper in Ägypten und das zweite Stargate in Antarktika gefunden. Es soll eine Mission gestartet werden, Hammond will Carter und Daniel jedoch nicht mitgehen lassen. |           |                                |                      |                      |                                       |                  |                                                                |
| 174 | 20        | Möbius, Teil 2                 | Moebius, part 2      | 22. Feb. 2005        | 22. Aug. 2005                         | Peter DeLuise    | Joseph Mallozzi, Paul Mullie, Brad Wright, Robert C. Cooper    |
| O‘Neill will nun doch teilnehmen und nimmt Carter und Daniel mit. Die erste Mission soll nach Chulak führen, um Teal’c zum Überlaufen zu bewegen. Das Team wird von ihm gefangen genommen, kann ihn jedoch überzeugen. Daniel wird von einem Goa’uld infiziert und getötet; Carter, O’Neill und Teal’c können jedoch im Jumper entkommen. Da sie verfolgt werden, reisen sie ins Jahr 3000 vor Christus und treffen dort auf den ursprünglichen Daniel. Anscheinend zettelte das ursprüngliche SG-1 eine Rebellion an, die scheiterte, und die ursprünglichen Carter, O’Neill und Teal’c das Leben kostete. Da sowohl Ra als auch das Stargate aus Ägypten in der neuen Gegenwart nicht mehr auf der Erde waren vermuten sie, dass Daniels zweite Rebellion, die noch nicht stattgefunden hat, erfolgreich war, Ra jedoch das Stargate mit sich nahm. Sie modifizieren Daniels Plan für die zweite Rebellion also so, dass das Stargate auf der Erde verbleibt. Als Carter und O’Neill vorübergehend im Jumper umzingelt sind, küssen sie sich (was den ursprünglichen Carter und O‘Neill immer verwehrt blieb). Zurück in der Gegenwart wird das ZPM zusammen mit dem Video gefunden, die Zeitlinie ansonsten diesmal jedoch nicht verändert. SG-1 freut sich über den eigenen Erfolg, kann sich jedoch an keine ihrer Taten erinnern. |           |                                |                      |                      |                                       |                  |                                                                |

## Staffel 9 – Eine große Herausforderung (2005–2006, #175–194)
Die 9. Staffel verläuft chronologisch parallel zur 2. Staffel von Stargate Atlantis.
In der neunten Staffel wird ein neuer Hauptgegner eingeführt, nachdem die Goa’uld und die Replikatoren seit dem Ende der achten Staffel keine Bedrohung mehr darstellen: die Ori. Diese sind aufgestiegene Wesen wie die Antiker, die nicht deren Moralkodex teilen und sich als Götter verehren lassen; sie starten eine Invasion der Milchstraße.
In der Besetzung der Serie ergaben sich einige Änderungen:
- Richard Dean Anderson gehört nicht mehr zur Stammbesetzung und hat nur noch Gastauftritte.
- Das Stargate-Kommando bekommt mit Major General Hank Landry (gespielt von Beau Bridges) einen neuen kommandierenden Offizier.
- Mit Lieutenant Colonel Mitchell (Ben Browder) erhält SG-1 ein neues Teammitglied und zugleich kommandierenden Offizier.
- Sam Carter taucht in den ersten fünf Folgen der Staffel nicht auf, da Amanda Tapping wegen ihrer Schwangerschaft in dieser Zeit nicht für Dreharbeiten zur Verfügung stand. Dafür gab es in diesen fünf Folgen einen Handlungsbogen mit Vala (Claudia Black).
- Stargate Command bekommt eine neue Chefärztin, Dr. Carolyn Lam (Lexa Doig, die Ehefrau von Michael Shanks (Daniel Jackson)). Sie ist die Tochter des neuen CO, Major General Hank Landry.

Wie schon bei den letzten Staffeln erfolgte die deutschsprachige Erstausstrahlung beim österreichischen Fernsehsender ATV (8. Mai 2006). RTL2 startete mit der deutschlandweiten Erstausstrahlung am 1. November 2006.
| Nr. (ges.) | Nr. (St.) | Deutscher Titel                                                               | Originaltitel               | Erstausstrahlung USA | Deutschsprachige Erstausstrahlung (D) | Regie            | Drehbuch                                                                                     |
| --- | --------- | ----------------------------------------------------------------------------- | --------------------------- | -------------------- | ------------------------------------- | ---------------- | -------------------------------------------------------------------------------------------- |
| 175 | 1         | Avalon, Teil 1                                                                | Avalon, part 1              | 15. Juli 2005        | 8. Mai 2006                           | Andy Mikita      | Robert C. Cooper                                                                             |
| Lieutenant Colonel Mitchell, befehlshabender Pilot der F-302s, die SG-1 in Antarktika (siehe 7x22) verteidigten, übernimmt die Führung von SG-1. Da alle alten Mitglieder mit anderen Projekten beschäftigt sind, erhält er die Aufgabe, ein neues Team aufzubauen. Nachdem seine Bemühungen, das alte Team wieder zusammenzuführen, scheitern, kommt ihm der Zufall zur Hilfe. Vala (siehe 8x12) „verkettet“ sich mit zwei Armbändern mit Daniel Jackson, damit dieser ihr bei der Suche nach einem Schatz hilft, der laut ihrer Informationen wohl auf der Erde zu finden ist. Da beide sterben würden, wenn sie sich zu weit voneinander entfernten, ist Daniel nun gezwungen, in Valas Nähe zu bleiben und kann seine geplante Reise mit der Daedalus nach Atlantis nicht antreten. So brechen die drei begleitet von Teal'c (der eigentlich damit beschäftigt ist, eine Regierungsstruktur unter den freien Jaffa aufzubauen) auf, um den mysteriösen Schatz zu finden. |           |                                                                               |                             |                      |                                       |                  |                                                                                              |
| 176 | 2         | Avalon, Teil 2                                                                | Avalon, part 2              | 22. Juli 2005        | 15. Mai 2006                          | Andy Mikita      | Robert C. Cooper                                                                             |
| Das Team findet nach gefährlichen Prüfungen tatsächlich einen Schatz. Außerdem auch ein Buch und ein Antikergerät. Das Buch gibt Hinweise darauf, dass noch nicht aufgestiegene Antiker in einer fernen Galaxie leben könnten. Das Gerät dient anscheinend zur Langstreckenkommunikation. Daniel und Vala benutzen es und finden sich im Körper zweier Dorfbewohner auf einem fremden Planeten wieder, während ihre eigenen Körper bewusstlos im SGC zurückbleiben. Von einer einheimischen Untergrundorganisation erfahren die beiden, dass sie sich in einer von Wesen namens „Ori“ kontrollierten Galaxie befinden. Die Ori behaupten, die Menschen erschaffen zu haben und fordern unbedingte Anbetung. Daniel vermutet, dass es sich bei ihnen um eine Abspaltung der Antikerrasse – damals nannten sie sich „Alteraner“ – handeln könnte, die sich – anders als die bisher bekannten aufgestiegenen Wesen – in die materielle Welt einmischen und anbeten lassen. Die neue Ärztin des SGC, Dr. Lam (General Landrys Tochter), ist besorgt um Daniels und Valas Gesundheitszustand. Vala wird als „Ketzerin“ erkannt und verbrannt. Ein Prior der Ori erscheint, erweckt Vala wieder zum Leben und bittet Daniel und Vala, ihm zu folgen. Währenddessen wird der zweifelhafte Jaffaführer Gerak durch geschicktes Machtspiel zum Führer der neuen Jaffanation. |           |                                                                               |                             |                      |                                       |                  |                                                                                              |
| 177 | 3         | Die Herkunft (DVD) / Das Geheimnis der Ori (TV)                               | Origin                      | 29. Juli 2005        | 22. Mai 2006                          | Brad Turner      | Robert C. Cooper                                                                             |
| Daniel und Vala sind immer noch in einer fernen Galaxis und fremden Körpern gestrandet. Ein Priester der Ori transportiert sie zu einem Heiligtum dieser geheimnisvollen Lichtwesen. Wie sich herausstellt, halten die Ori sich für Götter und wollen die Bewohner der Milchstraße zum Glauben an ihre barbarische Religion bekehren … |           |                                                                               |                             |                      |                                       |                  |                                                                                              |
| 178 | 4         | Unsichtbare Fesseln                                                           | The Ties that bind          | 5. Aug. 2005         | 22. Mai 2006                          | Will Waring      | Joseph Mallozzi, Paul Mullie                                                                 |
| Vala und Daniel sind von den Jaffa-Armbändern befreit und gehen wieder getrennte Wege. Wie sich herausstellt, ist ihre mentale Verbindung damit jedoch nicht beendet. Jetzt kann nur noch der Wissenschaftler Arlos helfen, dem Vala einst die Armbänder gestohlen hat. Doch Arlos ist nicht sehr kooperationsbereit … |           |                                                                               |                             |                      |                                       |                  |                                                                                              |
| 179 | 5         | Höhere Mächte (DVD) / Machtspiele (TV)                                        | The Powers that be          | 12. Aug. 2005        | 29. Mai 2006                          | Will Waring      | Martin Gero                                                                                  |
| Das SG-1-Team und Vala begeben sich auf den Planeten P8X-412, um zu verhindern, dass die Ori dort die Macht übernehmen. Verblüfft stellen Colonel Mitchell und seine Leute fest, dass Vala von der Bevölkerung des Planeten als Göttin verehrt wird … |           |                                                                               |                             |                      |                                       |                  |                                                                                              |
| 180 | 6         | Das Schutzschild (DVD) / Der Brückenkopf (TV)                                 | Beachhead                   | 19. Aug. 2005        | 29. Mai 2006                          | Brad Turner      | Brad Wright                                                                                  |
| Ein Prior ist auf den Jaffa-Planeten Kallana gekommen und fordert die Unterwerfung unter die Ori. Als die Bewohner ihn vertreiben wollen, erzeugt er einen Schutzschild, der sich nach und nach über den gesamten Planeten ausdehnt. Das SG-1-Team wird entsandt, den Prior unschädlich zu machen. Dabei bietet der Goa’uld Nerus seine Hilfe an. |           |                                                                               |                             |                      |                                       |                  |                                                                                              |
| 181 | 7         | Ex-Deus Machina                                                               | Ex Deus Machina             | 26. Aug. 2005        | 5. Juni 2006                          | Martin Wood      | Joseph Mallozzi, Paul Mullie                                                                 |
| In Virginia wird ein Jaffa Opfer eines Unfalls mit Fahrerflucht. Was er hier zu suchen hatte, ist zunächst rätselhaft. Bei ihren Ermittlungen auf Dakara erfahren Mitchell und Teal’c, dass die Jaffa auf der Jagd nach Ba’al sind, der sich angeblich auf der Erde versteckt hält … |           |                                                                               |                             |                      |                                       |                  |                                                                                              |
| 182 | 8         | Babylon                                                                       | Babylon                     | 9. Sep. 2005         | 5. Juni 2006                          | Peter DeLuise    | Damian Kindler                                                                               |
| Vor 5000 Jahren rebellierten die Jaffa-Krieger von Sodan gegen ihren Systemlord und flüchteten auf einen abgelegenen Planeten. Doch als das SG-1-Team den geheimen Rückzugsort entdeckt, gerät es in einen Hinterhalt und Colonel Mitchell wird verschleppt … In dieser Folge werden Jackson, Carter und Teal’c wieder „offiziell“ Teil des „neuen“ SG-1-Teams unter Mitchell. |           |                                                                               |                             |                      |                                       |                  |                                                                                              |
| 183 | 9         | Der Prototyp                                                                  | Prototype                   | 16. Sep. 2005        | 12. Juni 2006                         | Peter DeLuise    | Alan McCullough                                                                              |
| Ein genetisches Experiment von Anubis, ein weiterentwickelter Mensch mit unter anderem telekinetischen Fähigkeiten, wird gefunden und später von den Menschen im Kampf getötet. Er war der Prototyp für Anubis’ neue Armee aus Elitekriegern. |           |                                                                               |                             |                      |                                       |                  |                                                                                              |
| 184 | 10        | Der apokalyptische Reiter, Teil 1 (DVD) / Die Rückkehr von Orlin, Teil 1 (TV) | The fourth Horseman, part 1 | 16. Sep. 2005        | 12. Juni 2006                         | Andy Mikita      | Damian Kindler                                                                               |
| Auch bekannt als Die Rückkehr von Orlin. Der bisher aufgestiegene Antiker Orlin kehrt als Kind auf die Erde zurück (so kann er mehr Informationen im Gehirn speichern) und versucht den Menschen bei der Bekämpfung der Ori-Seuche zu helfen, durch die Erläuterungen von Orlin werden in dieser Episode die Motive der Ori klar. |           |                                                                               |                             |                      |                                       |                  |                                                                                              |
| 185 | 11        | Der apokalyptische Reiter, Teil 2 (DVD) / Die Rückkehr von Orlin, Teil 2 (TV) | The fourth Horseman, part 2 | 6. Jan. 2006         | 19. Juni 2006                         | Andy Mikita      | Damian Kindler                                                                               |
| Die Ori-Seuche breitet sich weiter auf der Erde aus. Um die für das Heilmittel benötigte Prioren-DNS zu besorgen, greifen Daniel und Mitchell einen der Diener der Ori mit Carters neu entwickelter Waffe an. Auf Dakara wurde Gerak inzwischen zum Prior erklärt … |           |                                                                               |                             |                      |                                       |                  |                                                                                              |
| 186 | 12        | Kollateralschaden                                                             | Collateral Damage           | 13. Jan. 2006        | 19. Juni 2006                         | Will Waring      | Joseph Mallozzi, Paul Mullie                                                                 |
| SG-1 will diplomatische Beziehungen zum Planeten Galar aufbauen. Die Bewohner dort haben herausgefunden, wie das Gedächtnis von einer Person auf beliebige andere übertragen werden kann. Doch dann gerät Mitchell unerwartet unter Mordverdacht … |           |                                                                               |                             |                      |                                       |                  |                                                                                              |
| 187 | 13        | Der Ripple-Effekt (DVD) / Parallelwelten (TV)                                 | Ripple Effect               | 20. Jan. 2006        | 26. Juni 2006                         | Peter DeLuise    | Handlung: Brad Wright, Joseph Mallozzi, Paul Mullie Schauspiel: Joseph Mallozzi, Paul Mullie |
| Das SG-1-Team kommt gleich in doppelter Ausführung von einer Mission zurück. Genetisch sind die zwei Versionen von Mitchell, Carter, Daniel und Teal’C nicht voneinander zu unterscheiden – aber anscheinend stammt eines der Teams aus einer alternativen Realität... |           |                                                                               |                             |                      |                                       |                  |                                                                                              |
| 188 | 14        | Die Festung (DVD) / Das Referendum (TV)                                       | Stronghold                  | 27. Jan. 2006        | 26. Juni 2006                         | Peter DeLuise    | Alan McCullough                                                                              |
| Die Jaffa-Führer wollen über demokratische Wahlen für die Jaffa-Nation abstimmen. Die Zustimmung gilt als sicher – doch dann verweigert sich ein Anführer nach dem anderen. Bra'Tac und Teal’c vermuten eine gezielte Manipulation. Bei ihren Nachforschungen stoßen sie auf einen alten Feind. |           |                                                                               |                             |                      |                                       |                  |                                                                                              |
| 189 | 15        | Ethon                                                                         | Ethon                       | 3. Feb. 2006         | 3. Juli 2006                          | Ken Girotti      | Handlung: Damian Kindler, Robert C. Cooper Schauspiel: Damian Kindler                        |
| Jared Kane trifft mit beunruhigenden Neuigkeiten ein: Die Rand haben sich mit den Ori verbündet und von ihnen eine gefährliche Satellitenwaffe erhalten. Jetzt wollen sie ihren alten Feind, die kaledonische Föderation, mit Hilfe der Waffe vernichten. Das SG-1-Team rückt aus, um den drohenden Völkermord zu verhindern … |           |                                                                               |                             |                      |                                       |                  |                                                                                              |
| 190 | 16        | Ohne Netz (DVD) / Das verschwundene Stargate (TV)                             | Off the Grid                | 10. Feb. 2006        | 3. Juli 2006                          | Peter DeLuise    | Alan McCullough                                                                              |
| Das SG-1-Team fliegt zum Planeten P6G-462, um dort den Handel mit einer süchtig machenden Substanz namens Kassa zu untersuchen, die überall in den Galaxien verkauft wird. Als sie zurückwollen, verschwindet plötzlich das Stargate, das sie kurz vorher benutzt hatten … |           |                                                                               |                             |                      |                                       |                  |                                                                                              |
| 191 | 17        | Die Plage / Die Käferplage (TV)                                               | The Scourge                 | 17. Feb. 2006        | 10. Juli 2006                         | Ken Girotti      | Joseph Mallozzi, Paul Mullie                                                                 |
| Das SG-1-Team muss britische, französische und chinesische Diplomaten auf eine Tour zum Gamma-Standort begleiten, wo diese eine Forschungsstation besuchen wollen. Dort kommt es zu einem Unfall im Labor und tödliche Käfer drohen alles Leben im Umkreis der Station zu vernichten. |           |                                                                               |                             |                      |                                       |                  |                                                                                              |
| 192 | 18        | Arthurs Umhang / Neue Dimensionen (TV)                                        | Arthur's Mantle             | 24. Feb. 2006        | 10. Juli 2006                         | Peter DeLuise    | Alan McCullough                                                                              |
| Carter aktiviert versehentlich ein altes Antiker-Gerät, das im englischen Glastonbury gefunden wurde. Der Apparat versetzt Carter und Mitchell in eine parallele Phase, was sie unsichtbar macht und eine Kommunikation mit anderen Mitgliedern des SGC verhindert (Ähnliches passierte Daniel bereits mit einem Kristallschädel (siehe Episode 3x21)). Der Antiker Merlin hatte das Gerät dazu genutzt, ohne das Wissen der anderen Aufgestiegenen eine Waffe gegen die Ori zu entwickeln. Außerdem erhält die Erde einen Notruf der Sodaner. |           |                                                                               |                             |                      |                                       |                  |                                                                                              |
| 193 | 19        | Der Kreuzzug                                                                  | Crusade                     | 3. März 2006         | 17. Juli 2006                         | Robert C. Cooper | Robert C. Cooper                                                                             |
| Vala taucht in Daniels Körper beim Stargatekommando auf. Sie erzählt von einem geplanten Kreuzzug der Ori gegen die Ungläubigen im Universum. Die Ori wollen durch ein Superstargate in die Milchstraße eindringen. Ein intergalaktischer Heiliger Krieg scheint unausweichlich. |           |                                                                               |                             |                      |                                       |                  |                                                                                              |
| 194 | 20        | Camelot                                                                       | Camelot                     | 10. März 2006        | 17. Juli 2006                         | Martin Wood      | Joseph Mallozzi, Paul Mullie                                                                 |
| Der heilige Krieg zwischen den Menschen und den Ori scheint unausweichlich. Die Übermacht der Ori könnte nur durch die geheimnisvolle Waffe des Zauberers Merlin gebrochen werden, die sich der Legende nach in Camelot befinden soll. |           |                                                                               |                             |                      |                                       |                  |                                                                                              |

## Staffel 10 – Neue Kämpfe mit alten Feinden (2006–2007, #195–214)
Die 10. Staffel verläuft chronologisch parallel zur 3. Staffel von Stargate Atlantis.
Die zehnte Staffel widmet sich hauptsächlich dem Kampf gegen die Ori.
Mit der Bestätigung der 10. Staffel ist Stargate SG-1 die am längsten laufende Science-Fiction-Serie im US-amerikanischen Fernsehen.
In der Besetzung der Serie ergeben sich folgende Änderungen:
- Claudia Black (Vala Mal Doran) gehört zur Stammbesetzung.
- Michael Shanks (Dr. Daniel Jackson) wirkt in nur 16 von 20 Episoden mit.
- Richard Dean Anderson (Jack O’Neill) tritt in zwei Episoden auf.
- Es gibt eine Crossover-Episode mit Stargate Atlantis (Folge 197 – Das Pegasus-Prinzip).
- Die 200. Episode wurde am 18. August 2006 in den USA, am 2. Juli 2007 im deutschsprachigen Fernsehen auf ATV sowie am 15. August auf RTL2 ausgestrahlt.

Drehbeginn für die 10. Staffel war der 20. Februar 2006 in Vancouver. Die neuen Folgen wurden ab 14. Juli 2006 vom US-amerikanischen SciFi-Channel ausgestrahlt. Die weltweite Erstausstrahlung der zweiten Hälfte der 10. Staffel nahm der britische Sender SkyOne im Januar 2007 auf. Die deutschsprachige Erstausstrahlung erfolgte durch den österreichischen Fernsehsender ATV (11. Juni 2007). Bei RTL2 wurde die 10. Staffel zwischen dem 25. Juli und 26. September 2007 ausgestrahlt.
| Nr. (ges.) | Nr. (St.) | Deutscher Titel        | Originaltitel       | Erstausstrahlung USA | Deutschsprachige Erstausstrahlung (D) | Regie            | Drehbuch                                                                                               |
| --- | --------- | ---------------------- | ------------------- | -------------------- | ------------------------------------- | ---------------- | --- |
| 195 | 1         | Fleisch und Blut       | Flesh and Blood     | 14. Juli 2006        | 25. Juli 2007                         | Will Waring      | Robert C. Cooper                                                                                       |
| Während die Ori in Chulak einfallen, wird Valas Tochter Adria geboren. Zu Valas Entsetzen wächst das Mädchen mit erstaunlicher Geschwindigkeit. |           |                        |                     |                      |                                       |                  | |
| 196 | 2         | In Morpheus Armen      | Morpheus            | 21. Juli 2006        | 1. Aug. 2007                          | Andy Mikita      | Joseph Mallozzi, Paul Mullie                                                                           |
| SG-1 und andere Mitglieder des SGC finden auf einem Planeten ein ganzes Dorf voller Toter, die anscheinend alle im Schlaf gestorben sind. Das Team stellt bald fest, dass auch sie sich mit der Schlafkrankheit infiziert haben. |           |                        |                     |                      |                                       |                  | |
| 197 | 3         | Das Pegasus-Prinzip    | The Pegasus Project | 28. Juli 2006        | 1. Aug. 2007                          | Will Waring      | Brad Wright                                                                                            |
| SG-1 reist nach Atlantis, um das Eindringen weiterer Ori-Schiffe in ihre Galaxie zu verhindern. Außerdem erhalten sie neue Hinweise auf Merlins Waffe. |           |                        |                     |                      |                                       |                  | |
| 198 | 4         | Insiderwissen          | Insiders            | 4. Aug. 2006         | 8. Aug. 2007                          | Peter F. Woeste  | Alan McCullough                                                                                        |
| Ba'al lässt sich vom SGC gefangen nehmen. Er bietet Informationen über die Waffe Merlins. Im Gegenzug soll SG-1 seine Klone ausschalten, die sich gegen ihn gewendet haben. |           |                        |                     |                      |                                       |                  | |
| 199 | 5         | Mutanten               | Uninvited           | 11. Aug. 2006        | 8. Aug. 2007                          | Will Waring      | Damian Kindler                                                                                         |
| Auf P9J-333 werden die Bewohner durch ein wildes Tier angegriffen. Teal'c, Carter und Vala gehen der Sache auf den Grund – und stellen fest, dass die Existenz der Bestien auf die Missionen des SGC zurückzuführen ist. |           |                        |                     |                      |                                       |                  | |
| 200 | 6         | 200                    | 200                 | 18. Aug. 2006        | 15. Aug. 2007                         | Martin Wood      | Brad Wright, Robert C. Cooper, Joseph Mallozzi, Paul Mullie, Carl Binder, Martin Gero, Alan McCullough |
| In Anspielung auf die 200. Folge steht Mitchells 200. Reise durch das Stargate an. Zuvor muss SG-1 jedoch mit Marty, dem Produzenten von Wormhole X-Treme!, über sein Skript zur Verfilmung der Serie sprechen (vgl. Folge 05x12). |           |                        |                     |                      |                                       |                  | |
| 201 | 7         | Adrias Macht           | Counter-Strike      | 25. Aug. 2006        | 15. Aug. 2007                         | Andy Mikita      | Joseph Mallozzi, Paul Mullie                                                                           |
| Die Jaffa nutzen die Antikerwaffe auf Dakara, um die Ori zu bekämpfen – und töten damit alle Bewohner eines soeben bekehrten Planeten. Bra'tac und General Landry versuchen durch Verhandlungen mit Se'tak Schlimmeres zu verhindern, doch der zeigt sich uneinsichtig. Währenddessen entbrennt ein Kampf zwischen SG-1 und einigen Jaffa, die das nunmehr verlassene Ori-Schiff für sich beanspruchen. |           |                        |                     |                      |                                       |                  | |
| 202 | 8         | Tödliche Erinnerungen  | Memento Mori        | 8. Sep. 2006         | 22. Aug. 2007                         | Peter DeLuise    | Joseph Mallozzi, Paul Mullie                                                                           |
| Vala verliert nach einer Entführung durch den Trust ihre Erinnerung. Bei einem Überfall auf das Diner, in dem sie arbeitet, überwältigt sie die Räuber instinktiv und macht damit sowohl den Trust als auch das SGC auf sich aufmerksam, die beide versuchen, Vala zurückzubekommen. Bei der resultierenden Verfolgungsjagd gelingt Vala die Flucht – mit Mitchell als Geisel. |           |                        |                     |                      |                                       |                  | |
| 203 | 9         | Die Kriegserklärung    | Company of Thieves  | 15. Sep. 2006        | 22. Aug. 2007                         | Will Waring      | Alan McCullough                                                                                        |
| Mitchell muss einen wagemutigen Undercover-Plan durchziehen, nachdem Teile seines Teams von der Luzianer-Allianz gefangen genommen und die Odyssey gekapert worden ist. |           |                        |                     |                      |                                       |                  | |
| 204 | 10        | Die Suche, Teil 1      | Quest, part 1       | 22. Sep. 2006        | 29. Aug. 2007                         | Andy Mikita      | Joseph Mallozzi, Paul Mullie                                                                           |
| SG-1 befindet sich zwischen zwei Feinden – einem alten und einem neuen – als man zu einer Mission aufbricht, deren Ziel es ist, den Heiligen Gral zu finden, bevor die Ori dies tun. |           |                        |                     |                      |                                       |                  | |
| 205 | 11        | Die Suche, Teil 2      | Quest, part 2       | 9. Jan. 2007         | 29. Aug. 2007                         | Andy Mikita      | Joseph Mallozzi, Paul Mullie                                                                           |
| Nachdem sich der Heilige Gral nur als Hologram herausgestellt hat, findet das SG-1-Team den gefrorenen Körper von Merlin. Sie beleben ihn wieder und ein Wettlauf mit der Zeit beginnt, denn Merlin ist dem Tode nahe. |           |                        |                     |                      |                                       |                  | |
| 206 | 12        | Die Linie im Sand      | Line in the Sand    | 16. Jan. 2007        | 6. Sep. 2007                          | Peter DeLuise    | Alan McCullough                                                                                        |
| Carter benutzt Merlins Technologie, um ein komplettes Dorf einer Phasenverschiebung zu unterziehen, um es so vor einem Angriff der Ori zu schützen. Doch die Technologie ist unausgereift und das Leben aller Dorfbewohner und SG-1 steht auf dem Spiel. |           |                        |                     |                      |                                       |                  | |
| 207 | 13        | Die Parallelwelt       | The Road not taken  | 23. Jan. 2007        | 6. Sep. 2007                          | Andy Mikita      | Alan McCullough                                                                                        |
| Nach einem Unfall ist Carter in einer Parallelwelt gefangen, in der die Ori die Erde angreifen. Doch ist die Bedrohung durch die Ori ihre geringste Sorge, denn ihr wird es nicht erlaubt, zurückzukehren. |           |                        |                     |                      |                                       |                  | |
| 208 | 14        | Daniel, der Prior      | The Shroud          | 30. Jan. 2007        | 12. Sep. 2007                         | Andy Mikita      | Robert C. Cooper, Brad Wright                                                                          |
| Auf einem fremden Planeten stellt das SG-1-Team mit Erschrecken fest, dass Daniel Jackson in einen Prior der Ori verwandelt wurde. |           |                        |                     |                      |                                       |                  | |
| 209 | 15        | Der Kopfgeldjäger      | Bounty              | 6. Feb. 2007         | 12. Sep. 2007                         | Peter DeLuise    | Damian Kindler                                                                                         |
| Mitchell nimmt an seinem High-School-Klassentreffen in Kansas teil und wird von Vala begleitet. Was Mitchell nicht weiß, ist, dass er von einem außerirdischen humanoiden Kopfgeldjäger verfolgt wird. Dieser ist darauf aus, das komplette SG-1-Team in seine Gewalt zu bekommen. |           |                        |                     |                      |                                       |                  | |
| 210 | 16        | Die Geiselnahme        | Bad Guys            | 13. Feb. 2007        | 19. Sep. 2007                         | Peter DeLuise    | Handlung: Martin Gero, Ben Browder Schauspiel: Martin Gero                                             |
| Das Stargate-Team landet in einem außerirdischen Museum und wird fälschlicherweise für eine Gruppe von Geiselnehmern gehalten. Da sie einem außerirdischen Polizisten die Situation nicht deutlich machen können, muss SG-1 die Polizei von sich fernhalten, indem sie vortäuschen, brutale „Bad Guys“ zu sein – bis sie einen Weg nach Hause finden. |           |                        |                     |                      |                                       |                  | |
| 211 | 17        | Rache muss sein        | Talion              | 20. Feb. 2007        | 19. Sep. 2007                         | Andy Mikita      | Damian Kindler                                                                                         |
| Teal’c ist überzeugt, dass Bra'tacs ehemaliger Schüler Arkad der Drahtzieher hinter einem Anschlag auf ein Jaffa-Gipfeltreffen ist. Er ignoriert seine SG-1-Kollegen und macht sich alleine auf die Suche nach Arkad, um sich für den Anschlag zu rächen. |           |                        |                     |                      |                                       |                  | |
| 212 | 18        | Familienbande          | Family Ties         | 27. Feb. 2007        | 26. Sep. 2007                         | Peter DeLuise    | Joseph Mallozzi, Paul Mullie                                                                           |
| General Landry kümmert sich um seine (Ex-)Frau, die gleichzeitig Dr. Lams Mutter ist, während Vala und ihr räuberischer Vater einige Zeit miteinander verbringen und sich herausstellt, dass er der Erde helfen könnte. Doch dafür müsste Vala ihrem Vater Vertrauen entgegenbringen. |           |                        |                     |                      |                                       |                  | |
| 213 | 19        | Ba’als letztes Gefecht | Dominion            | 6. März 2007         | 26. Sep. 2007                         | William Waring   | Handlung: Alex Levine Schauspiel: Alan McCullough                                                      |
| SG-1 entwickelt einen Plan, um Adria gefangen zu nehmen – Vala soll dabei als Köder genutzt werden. Doch Ba'al hat längst eigene Pläne, um durch Adria die Kontrolle über die Ori-Armeen zu übernehmen: Er entführt die Orici selbst und implantiert einen seiner geklonten Symbionten in sie, der Adria daraufhin übernimmt. SG-1 holt Adria auf die Odyssey, doch als man den Goa'uld mithilfe der Tok'ra entfernen will, setzt dieser im Wirt ein tödliches Gift frei. Den nahenden Tod erwartend entscheidet sich Adria für den letzten Ausweg, den Aufstieg. |           |                        |                     |                      |                                       |                  | |
| 214 | 20        | Endlosigkeit           | Unending            | 13. März 2007        | 26. Sep. 2007                         | Robert C. Cooper | Robert C. Cooper                                                                                       |
| SG-1 ist auf der Odyssey und wird von Ori-Schiffen angegriffen, welche das Schiff aufgrund dort neu installierter Systeme orten können. Um einem vernichtenden Schuss zu entkommen, erzeugen sie ein Zeiterweiterungsfeld, in der die Zeit praktisch nur an Bord der Odyssey vergeht, und finden keine Möglichkeit, aus dem Feld zu entkommen, ohne vernichtet zu werden. Während des Jahrzehnte langen Aufenthalts an Bord verändern sich die Beziehungen des Teams untereinander.                                                                               |           |                        |                     |                      |                                       |                  | |